# KBS 연기대상
KBS 연기대상(영어: KBS Drama Awards)은 한 해 동안 KBS 드라마에서 연기를 한 연기자를 그 대상으로 하여 1987년부터 시작하여 매년 12월 31일 밤에 생방송으로 진행하는 시상식 프로그램이다. 우수상은 일일극, 미니시리즈(16부작 미만), 중편드라마(20 ~ 49부작), 장편드라마(50부작 이상)로 나뉘어 각 부문별로 시상하며, 전체 부문의 후보 가운데 최우수상 후보를 선정하여 최우수상과 대상 수상자를 결정한다.
1972년에 TV 개국 11주년을 맞아 KBS TV 소속 연예인을 대상으로 공로를 시상하는 KBS TV 연예대상이 제정됐는데, 라디오 성우부문까지 확대한 KBS 연예대상은 KBS 소속 전 연예인이 참여하는 송년대잔치와 함께 몇 년 동안 개최하다가 이 연예대상은 1979년 이후 폐지됐다. 폐지기간 동안 KBS는 이전부터 해왔던 방송대상(TV및 라디오 프로그램 평가)을 변형해 분기별로 하는 우수프로그램 평가상을 마련해 자체적으로 TV 및 라디오에서 우수 프로그램을 선정하고 특별상으로 작가, 연기자 등의 공로에 대해 시상을 했다. 연예대상 폐지 이후 약 10년만인 1987년부터 연말에 전통적으로 계속 해오던 탤런트 송년대잔치와 함께 탤런트 연기대상으로 제정되면서 현재까지 KBS 연기대상이 이어지고 있다. KBS 연기대상이 1987년부터 1993년까지는 KBS 1TV에서 했고, KBS 2TV에서는 1989년 12월 31일에 한 적이 있었다. KBS 1TV의 채널에서 1994년 10월 1일부터 수신료 징수제도 개선으로 인해서 광고방송(상업광고방송)을 폐지한 이후로 1994년 12월 31일부터 KBS 2TV를 통해서 방송이 되고 있다.
연기대상 시작 전에 공식 홈페이지를 통하여 네티즌 투표를 진행하여 네티즌상과 베스트 커플상 대상자를 선정하고 드라마 프로듀서, 작가 그리고 방송 담당 기자의 투표를 통하여 인기상 수상자를 선정한다. 아울러 2012년부터 2015년까지 KBS, MBC, SBS 등 지상파 방송 3사 드라마 프로듀서가 뽑은 연기자상을 도입하였으며 2013년에는 특별히 각 방송사 프로듀서가 직접 해당 방송국 연기대상 시상식에 시상자로 참석하기로 했으며 일례로 MBC 드라마본부 부장인 이은규가 KBS 연기대상 시상식장에 참석을 했다.

## 타이틀 변천사
- 1대: KBS 탤런트 연기대상 (1987년)
- 2대: KBS 연기대상 탤런트 송년 대잔치 (1988년 ~ 1989년)
- 3대: KBS 연기대상 (1990년 ~ 현재)

## 시상 부문 (2024년 기준)
- 대상
- 최우수상
- 우수상[2]
- 베스트 커플상
- 인기상[3]
- 조연상
- 드라마 스페셜상
- 신인상
- 청소년 연기상
- 작가상

## 역대 대상 수상자
| 회차 | 연도 | 수상자        | 출연작                               |
| ---- | ---- | ------------- | ------------------------------------ |
| 1회  | 1987 | 임동진        | 토지, 사랑, 환멸을 찾아서            |
| 2회  | 1988 | 반효정        | 토지, 제7병동                        |
| 3회  | 1989 | 고두심        | 사랑의 굴레                          |
| 4회  | 1990 | 유인촌        | 역사는 흐른다, 야망의 세월           |
| 5회  | 1991 | 이낙훈        | 옛날의 금잔디                        |
| 6회  | 1992 | 오현경        | TV 손자병법                          |
| 7회  | 1993 | 하희라        | 먼동                                 |
| 8회  | 1994 | 이덕화        | 한명회                               |
| 9회  | 1995 | 나문희        | 바람은 불어도                        |
| 10회 | 1996 | 강부자        | 목욕탕집 남자들                      |
| 11회 | 1997 | 유동근        | 용의 눈물, 욕망의 바다               |
| 12회 | 1998 | 최수종        | 야망의 전설                          |
| 13회 | 1999 | 채시라        | 왕과 비, 사람의 집                   |
| 14회 | 2000 | 김영철        | 태조 왕건                            |
| 15회 | 2001 | 최수종        | 태조 왕건                            |
| 16회 | 2002 | 유동근        | 명성황후                             |
| 17회 | 2003 | 김혜수        | 장희빈                               |
| 18회 | 2004 | 고두심        | 꽃보다 아름다워, 그대는 별           |
| 19회 | 2005 | 김명민        | 불멸의 이순신                        |
| 20회 | 2006 | 하지원        | 황진이                               |
| 21회 | 2007 | 최수종        | 대조영                               |
| 22회 | 2008 | 김혜자        | 엄마가 뿔났다                        |
| 23회 | 2009 | 이병헌        | 아이리스                             |
| 24회 | 2010 | 장혁          | 추노                                 |
| 25회 | 2011 | 신하균        | 브레인                               |
| 26회 | 2012 | 김남주        | 넝쿨째 굴러온 당신                   |
| 27회 | 2013 | 김혜수        | 직장의 신                            |
| 28회 | 2014 | 유동근        | 정도전, 가족끼리 왜 이래             |
| 29회 | 2015 | 고두심 김수현 | 부탁해요, 엄마, 별난 며느리 프로듀사 |
| 30회 | 2016 | 송중기 송혜교 | 태양의 후예                          |
| 31회 | 2017 | 김영철 천호진 | 아버지가 이상해 황금빛 내 인생       |
| 32회 | 2018 | 유동근 김명민 | 같이 살래요 우리가 만난 기적         |
| 33회 | 2019 | 공효진        | 동백꽃 필 무렵                       |
| 34회 | 2020 | 천호진        | 한 번 다녀왔습니다                   |
| 35회 | 2021 | 지현우        | 신사와 아가씨                        |
| 36회 | 2022 | 주상욱 이승기 | 태종 이방원 법대로 사랑하라          |
| 37회 | 2023 | 최수종        | 고려 거란 전쟁                       |
| 38회 | 2024 | 이순재        | 개소리                               |

- 최다 대상 수상자 배출 작품 : 토지 (1987 임동진, 1988 반효정), 태조 왕건 (2000 김영철, 2001 최수종)
- 4년 연속 공동 대상 수상 기록 (2015년 ~ 2018년, 방송 3사 중 유일한 기록)

## 역대 부문별 수상자

### 1980년대
| 부문          | 수상자 | 출연작                 |
| ------------- | ------ | ---------------------- |
| 최우수 연기상 | 정한용 | 욕망의 문              |
| 최우수 연기상 | 김영애 | 사랑의 시작            |
| 특별상        | 김진태 | 노다지                 |
| 특별상        | 한혜숙 | 노다지                 |
| 우수 연기상   | 이신재 | 해돋는 언덕, 욕망의 문 |
| 우수 연기상   | 박혜숙 | 사모곡, 노다지         |
| 신인 연기상   | 정보석 | 사모곡                 |
| 신인 연기상   | 김혜수 | 사모곡                 |
| 인기상        | 길용우 | 사모곡, 어머니         |
| 인기상        | 배종옥 | 노다지, 푸른 해바라기  |
| 우정상        | 김순철 | 큰형수                 |
| 공로상        | 강효실 |                        |

| 부문          | 수상자 | 출연작                |
| ------------- | ------ | --------------------- |
| 최우수 연기상 | 김성겸 | 하늘아 하늘아         |
| 최우수 연기상 | 박원숙 | 토지                  |
| 우수 연기상   | 연규진 | 토지                  |
| 우수 연기상   | 연운경 | 토지                  |
| 신인 연기상   | 윤승원 | 토지                  |
| 신인 연기상   | 최수지 | 토지                  |
| 인기상        | 손영춘 | 순심이                |
| 인기상        | 하희라 | 하늘아 하늘아, 심청전 |
| 우정상        | 임동진 | 토지                  |
| 공로상        | 정애란 |                       |
| 행운상        | 한현배 |                       |
| 행운상        | 강은주 |                       |

| 부문                        | 수상자 | 출연작                 |
| --------------------------- | ------ | ---------------------- |
| 최우수 연기상               | 노주현 | 사랑의 굴레            |
| 최우수 연기상               | 김영애 | 일출                   |
| 우수 연기상                 | 박인환 | 왕룽일가               |
| 우수 연기상                 | 조민수 | 지리산                 |
| 인기상                      | 최주봉 | 왕룽일가               |
| 인기상                      | 박혜숙 | 왕룽일가               |
| 신인 연기상                 | 박진성 | 지리산                 |
| 신인 연기상                 | 이미연 | 사랑이 꽃피는 나무     |
| 우정상                      | 박칠용 | 무풍지대               |
| 특별상                      | 김수정 | 일출                   |
| 공로상                      | 황정순 | 바람과 구름과 비       |
| 연기자가 뽑은 올해의 가수상 | 주현미 | 어제 같은 이별, 짝사랑 |

### 1990년대
| 부문                        | 부문                        | 수상자 | 출연작                             |
| --------------------------- | --------------------------- | ------ | ---------------------------------- |
| 최우수 연기상               | 최우수 연기상               | 서인석 | 달빛가족, TV 손자병법, 왕조의 세월 |
| 최우수 연기상               | 최우수 연기상               | 이휘향 | 달빛가족, 왕조의 세월, 야망의 세월 |
| 우수 연기상                 | 우수 연기상                 | 주현   | 서울뚝배기, 여명의 그날            |
| 우수 연기상                 | 우수 연기상                 | 김윤경 | 울밑에 선 봉선화                   |
| 인기상                      | 인기상                      | 최수종 | 서울뚝배기                         |
| 인기상                      | 인기상                      | 서승현 | 서울뚝배기                         |
| 신인 연기상                 | 신인 연기상                 | 최민식 | 야망의 세월                        |
| 신인 연기상                 | 신인 연기상                 | 정승호 | 머슴아와 가이내                    |
| 신인 연기상                 | 신인 연기상                 | 도지원 | 서울뚝배기                         |
| 신인 연기상                 | 신인 연기상                 | 오현경 | 야망의 세월                        |
| 우정상                      | 우정상                      | 김해권 | 파천무                             |
| 특별상                      | 특별상                      | 유동근 | 파천무, 우리 아빠 홈런             |
| 특별상                      | 특별상                      | 하희라 | 검생이의 달                        |
| 공로상                      | 공로상                      | 고설봉 | 파천무                             |
| 탤런트가 뽑은 올해의 가수상 | 탤런트가 뽑은 올해의 가수상 | 민해경 | 보고 싶은 얼굴                     |

| 부문                        | 부문                        | 수상자 | 출연작                             |
| --------------------------- | --------------------------- | ------ | ---------------------------------- |
| 최우수 연기상               | 최우수 연기상               | 김영철 | 왕도                               |
| 최우수 연기상               | 최우수 연기상               | 김미숙 | 여자의 시간                        |
| 우수 연기상                 | 우수 연기상                 | 홍요섭 | 옛날의 금잔디                      |
| 우수 연기상                 | 우수 연기상                 | 김청   | 레테의 연가, 3일의 약속            |
| 인기상                      | 인기상                      | 최수종 | 가족                               |
| 인기상                      | 인기상                      | 김미숙 | 여자의 시간                        |
| 신인 연기상                 | 신인 연기상                 | 변영훈 | 3일의 약속, TV문예극장 - 검은 양복 |
| 신인 연기상                 | 신인 연기상                 | 홍리나 | 야망의 세월, TV 손자병법           |
| 아역상                      | 아역상                      | 양동근 | 서울뚝배기, 형                     |
| 아역상                      | 아역상                      | 이정후 | 가까운 골짜기, 아스팔트 내 고향    |
| 우정상                      | 우정상                      | 김동완 |                                    |
| 공로상                      | 공로상                      | 한은진 | 서울뚝배기                         |
| 연기자가 뽑은 올해의 가수상 | 연기자가 뽑은 올해의 가수상 | 전영록 | 이별은 싫어                        |

| 부문                        | 부문                        | 수상자           | 출연작                                          |
| --------------------------- | --------------------------- | ---------------- | ----------------------------------------------- |
| 최우수 연기상               | 최우수 연기상               | 오지명           | 형                                              |
| 최우수 연기상               | 최우수 연기상               | 조민수           | 백번 선본 여자, 숲속의 바람                     |
| 우수 연기상                 | 우수 연기상                 | 안대용           | 삼국기, 검은 자화상, 92 고래사냥                |
| 우수 연기상                 | 우수 연기상                 | 김현주           | 형                                              |
| 인기상                      | 인기상                      | 강석우           | 사랑을 위하여                                   |
| 인기상                      | 인기상                      | 옥소리           | 사랑을 위하여                                   |
| 인기상                      | 인기상                      | 김애경           | 형                                              |
| 신인 연기상                 | 신인 연기상                 | 이병헌           | 해뜰날, 이별 없는 아침, 내일은 사랑             |
| 신인 연기상                 | 신인 연기상                 | 김혜리           | 이별 없는 아침                                  |
| 아역상                      | 아역상                      | 김선우           | 형, 사랑을 위하여                               |
| 아역상                      | 아역상                      | 김민정           | 사랑을 위하여, 드라마게임 - 모래성              |
| 우정상                      | 우정상                      | 전원주           | 대추나무 사랑 걸렸네                            |
| 공로상                      | 공로상                      | 최명수           | TV문예극장 - 검은 양복, 샤갈의 마을에 내리는 눈 |
| 특별상                      | 특별상                      | 사랑을 위하여 팀 | 사랑을 위하여 팀                                |
| 연기자가 뽑은 올해의 가수상 | 연기자가 뽑은 올해의 가수상 | 조용필           | 이별의 인사                                     |

| 부문                        | 부문                        | 수상자                  | 출연작                          |
| --------------------------- | --------------------------- | ----------------------- | ------------------------------- |
| 최우수 연기상               | 최우수 연기상               | 김진태                  | 먼동                            |
| 최우수 연기상               | 최우수 연기상               | 김영옥                  | 들국화, 사랑 그리고 이별        |
| 우수 연기상                 | 우수 연기상                 | 이병헌                  | 들국화, 살아남은 자의 슬픔      |
| 우수 연기상                 | 우수 연기상                 | 오연수                  | 일요일은 참으세요               |
| 인기상                      | 인기상                      | 손지창                  | 일요일은 참으세요               |
| 인기상                      | 인기상                      | 박지영                  | 당신이 그리워질 때              |
| 신인 연기상                 | 신인 연기상                 | 김규철                  | 굿모닝 영동, 당신이 그리워질 때 |
| 신인 연기상                 | 신인 연기상                 | 김정난                  | 내일은 사랑                     |
| 아역상                      | 아역상                      | 정태우                  | 먼동, 사랑 그리고 이별          |
| 아역상                      | 아역상                      | 이재은                  | 일월                            |
| 우정상                      | 우정상                      | 조재훈                  |                                 |
| 공로상                      | 공로상                      | 김지영                  | 들국화, 사랑은 못말려           |
| 특별상                      | 특별상                      | 대추나무 사랑 걸렸네 팀 | 대추나무 사랑 걸렸네 팀         |
| 탤런트가 뽑은 올해의 가수상 | 탤런트가 뽑은 올해의 가수상 | 김수희                  | 애모                            |

| 부문                        | 부문                        | 수상자               | 출연작                                                 |
| --------------------------- | --------------------------- | -------------------- | ------------------------------------------------------ |
| 최우수 연기상               | 최우수 연기상               | 김세윤               | 딸부잣집                                               |
| 최우수 연기상               | 최우수 연기상               | 김윤경               | 당신이 그리워질 때                                     |
| 우수 연기상                 | 우수 연기상                 | 천호진               | 대추나무 사랑 걸렸네, 숨은 그림 찾기                   |
| 우수 연기상                 | 우수 연기상                 | 박지영               | 당신이 그리워질 때                                     |
| 인기상                      | 인기상                      | 김규철               | 당신이 그리워질 때                                     |
| 인기상                      | 인기상                      | 하유미               | 딸부잣집                                               |
| 신인 연기상                 | 신인 연기상                 | 김호진               | 당신이 그리워질 때, 폴리스, 일요일은 참으세요          |
| 신인 연기상                 | 신인 연기상                 | 이세창               | 딸부잣집                                               |
| 신인 연기상                 | 신인 연기상                 | 정은숙               | 그대에게 가는 길                                       |
| 신인 연기상                 | 신인 연기상                 | 이아현               | 딸부잣집                                               |
| 아역상                      | 아역상                      | 이민우               | 당신이 그리워질 때, 한명회, 춘향전, 사랑이 꽃피는 교실 |
| 아역상                      | 아역상                      | 박루시아             | 한명회, 스트라비발디                                   |
| 우정상                      | 우정상                      | 이종만               | 한명회, 무당, 역사의 라이벌                            |
| 공로상                      | 공로상                      | 최길호               |                                                        |
| 특별상                      | 특별상                      | 일요일은 참으세요 팀 | 일요일은 참으세요 팀                                   |
| 부부대상                    | 부부대상                    | 이영                 |                                                        |
| 부부대상                    | 부부대상                    | 이대로               |                                                        |
| 연기자가 뽑은 올해의 PD상   | 연기자가 뽑은 올해의 PD상   | 김재형               | 한명회                                                 |
| 탤런트가 뽑은 올해의 가수상 | 탤런트가 뽑은 올해의 가수상 | 임주리               | 립스틱 짙게 바르고                                     |

| 부문                        | 부문                        | 수상자                                            | 출연작                                                   |
| --------------------------- | --------------------------- | ------------------------------------------------- | -------------------------------------------------------- |
| 최우수 연기상               | 남자                        | 유동근                                            | 장녹수                                                   |
| 최우수 연기상               | 여자                        | 하희라                                            | 젊은이의 양지                                            |
| 우수 연기상                 | 남자                        | 이병헌                                            | 바람의 아들                                              |
| 우수 연기상                 | 여자                        | 윤유선                                            | 바람은 불어도                                            |
| 인기상                      | 남자                        | 한진희                                            | 바람은 불어도                                            |
| 인기상                      | 남자                        | 최수종                                            | 바람은 불어도                                            |
| 인기상                      | 남자                        | 이종원                                            | 젊은이의 양지                                            |
| 인기상                      | 여자                        | 유호정                                            | 바람은 불어도                                            |
| 인기상                      | 여자                        | 이영애                                            | 서궁                                                     |
| 인기상                      | 여자                        | 전도연                                            | 젊은이의 양지                                            |
| 신인 연기상                 | 남자                        | 배용준                                            | 젊은이의 양지                                            |
| 신인 연기상                 | 남자                        | 홍경인                                            | 젊은이의 양지                                            |
| 신인 연기상                 | 여자                        | 김희선                                            | 바람의 아들, 목욕탕집 남자들                             |
| 신인 연기상                 | 여자                        | 박상아                                            | 젊은이의 양지                                            |
| 아역상                      | 남자                        | 윤동원                                            | 젊은이의 양지                                            |
| 아역상                      | 여자                        | 김소연                                            | 딸부잣집, 드라마게임 - 민우 대 민우, 두 여자의 어떤 여름 |
| 포토제닉상                  | 남자                        | 배용준                                            | 젊은이의 양지                                            |
| 포토제닉상                  | 여자                        | 변소정                                            | 딸부잣집, 또 하나의 시작, 사랑한다면서                   |
| 우정상                      | 우정상                      | 고희준                                            |                                                          |
| 공로상                      | 공로상                      | 최정훈                                            | 장녹수                                                   |
| 공로상                      | 공로상                      | 태현실                                            | 장녹수                                                   |
| 특별상                      | 특별상                      | 바람은 불어도 팀, 남자만들기 팀, 젊은이의 양지 팀 | 바람은 불어도 팀, 남자만들기 팀, 젊은이의 양지 팀        |
| 연기자가 뽑은 올해의 PD상   | 연기자가 뽑은 올해의 PD상   | 홍성룡                                            | 대추나무 사랑 걸렸네, 드라마게임                         |
| 탤런트가 뽑은 올해의 가수상 | 탤런트가 뽑은 올해의 가수상 | 솔리드                                            | 나만의 친구                                              |

| 부문                      | 부문                      | 수상자                                        | 출연작                                        |
| ------------------------- | ------------------------- | --------------------------------------------- | --------------------------------------------- |
| 최우수 연기상             | 남자                      | 최수종                                        | 첫사랑, 프로젝트                              |
| 최우수 연기상             | 여자                      | 김영애                                        | 컬러 - 회색, 사랑할 때까지, 신고합니다        |
| 우수 연기상               | 남자                      | 김영철                                        | 머나먼 나라                                   |
| 우수 연기상               | 남자                      | 배용준                                        | 파파, 첫사랑                                  |
| 우수 연기상               | 여자                      | 김희선                                        | 목욕탕집 남자들, 머나먼 나라                  |
| 우수 연기상               | 여자                      | 유호정                                        | 은하수                                        |
| 인기상                    | 남자                      | 배용준                                        | 파파, 첫사랑                                  |
| 인기상                    | 여자                      | 송채환                                        | 첫사랑                                        |
| 조연상                    | 남자                      | 손현주                                        | 컬러 - 화이트, 첫사랑                         |
| 조연상                    | 여자                      | 송채환                                        | 첫사랑                                        |
| 신인 연기상               | 남자                      | 류시원                                        | 사랑할 때까지                                 |
| 신인 연기상               | 남자                      | 김광필                                        | 하얀 민들레                                   |
| 신인 연기상               | 여자                      | 이혜영                                        | 신고합니다, 첫사랑                            |
| 신인 연기상               | 여자                      | 박선영                                        | 하얀 민들레                                   |
| 아역상                    | 남자                      | 안치성                                        | 은하수                                        |
| 아역상                    | 여자                      | 류세빈                                        | 은하수                                        |
| 포토제닉상                | 남자                      | 김광필                                        | 하얀 민들레                                   |
| 포토제닉상                | 여자                      | 이지은                                        | 며느리 삼국지, 컬러                           |
| 작가상                    | 작가상                    | 조소혜                                        | 첫사랑                                        |
| 우정상                    | 우정상                    | 맹호림                                        | 원지동 블루스, 용의 눈물                      |
| 공로상                    | 공로상                    | 이순재                                        | 목욕탕집 남자들, 원지동 블루스                |
| 특별상                    | 특별상                    | 목욕탕집 남자들 팀, 은하수 팀, 찬란한 여명 팀 | 목욕탕집 남자들 팀, 은하수 팀, 찬란한 여명 팀 |
| 텔런트가 뽑은 올해의 PD상 | 텔런트가 뽑은 올해의 PD상 | 안영동                                        | 전설의 고향                                   |

| 부문                      | 부문                      | 수상자                                       | 출연작                                                                                  |
| ------------------------- | ------------------------- | -------------------------------------------- | --------------------------------------------------------------------------------------- |
| 최우수 연기상             | 남자                      | 김무생                                       | 용의 눈물, 웨딩드레스                                                                   |
| 최우수 연기상             | 남자                      | 서인석                                       | 정 때문에                                                                               |
| 최우수 연기상             | 여자                      | 윤미라                                       | 정 때문에                                                                               |
| 최우수 연기상             | 여자                      | 최명길                                       | 용의 눈물                                                                               |
| 우수 연기상               | 남자                      | 김흥기                                       | 용의 눈물, 모정의 강, 완벽한 남자를 만나는 방법                                         |
| 우수 연기상               | 여자                      | 김지수                                       | 내 안의 천사, 그대 나를 부를 때                                                         |
| 우수 연기상               | 여자                      | 정선경                                       | 파랑새는 있다                                                                           |
| 조연상                    | 남자                      | 선동혁                                       | 용의 눈물                                                                               |
| 조연상                    | 남자                      | 송경철                                       | 파랑새는 있다                                                                           |
| 조연상                    | 여자                      | 양금석                                       | 파랑새는 있다                                                                           |
| 인기상                    | 남자                      | 류시원                                       | 프로포즈, 완벽한 남자를 만나는 방법                                                     |
| 인기상                    | 여자                      | 김희선                                       | 프로포즈, 웨딩드레스                                                                    |
| 신인 연기상               | 남자                      | 이상인                                       | 파랑새는 있다                                                                           |
| 신인 연기상               | 여자                      | 윤지숙                                       | 정 때문에, 스타, 그대 나를 부를 때                                                      |
| 신인 연기상               | 여자                      | 이은주                                       | 용의 눈물, 행복한 아침, 신부의 방, 스타, 질주, 모정의 강, 그대 나를 부를 때, 웨딩드레스 |
| 아역상                    | 남자                      | 권해광                                       | 초원의 빛                                                                               |
| 아역상                    | 남자                      | 서재경                                       | 초원의 빛, 그대 나를 부를 때                                                            |
| 아역상                    | 여자                      | 장수혜                                       | 정 때문에, TV소설 은아의 뜰                                                             |
| 포토제닉상                | 남자                      | 유동근                                       | 용의 눈물, 욕망의 바다                                                                  |
| 포토제닉상                | 여자                      | 김지수                                       | 내 안의 천사, 그대 나를 부를 때                                                         |
| 작가상                    | 작가상                    | 문영남                                       | 정 때문에                                                                               |
| 작가상                    | 작가상                    | 이환경                                       | 용의 눈물                                                                               |
| 우정상                    | 우정상                    | 서영진                                       | 용의 눈물                                                                               |
| 공로상                    | 공로상                    | 김순철                                       | 용의 눈물                                                                               |
| 특별상                    | 특별상                    | 초원의 빛 팀, 정 때문에 팀, 파랑새는 있다 팀 | 초원의 빛 팀, 정 때문에 팀, 파랑새는 있다 팀                                            |
| 탤런트가 뽑은 올해의 PD상 | 탤런트가 뽑은 올해의 PD상 | 맹만재                                       |                                                                                         |

| 부문                      | 부문                      | 수상자                                      | 출연작                                          |
| ------------------------- | ------------------------- | ------------------------------------------- | ----------------------------------------------- |
| 최우수 연기상             | 남자                      | 임동진                                      | 왕과 비, 종이학                                 |
| 최우수 연기상             | 여자                      | 채시라                                      | 야망의 전설, 왕과 비                            |
| 우수 연기상               | 남자                      | 류시원                                      | 순수, 종이학                                    |
| 우수 연기상               | 여자                      | 염정아                                      | 진달래꽃 필 때까지, 야망의 전설, 너와 나의 노래 |
| 인기상                    | 남자                      | 류시원                                      | 순수, 종이학                                    |
| 인기상                    | 여자                      | 송윤아                                      | 종이학                                          |
| 신인 연기상               | 남자                      | 김태우                                      | 거짓말                                          |
| 신인 연기상               | 남자                      | 이성재                                      | 거짓말                                          |
| 신인 연기상               | 여자                      | 명세빈                                      | 순수, 종이학                                    |
| 신인 연기상               | 여자                      | 강성연                                      | 내사랑 내곁에                                   |
| 아역상                    | 남자                      | 정태우                                      | 왕과 비                                         |
| 아역상                    | 여자                      | 김민정                                      | 왕과 비                                         |
| 포토제닉상                | 남자                      | 최수종                                      | 야망의 전설                                     |
| 포토제닉상                | 여자                      | 명세빈                                      | 순수, 종이학                                    |
| 작가상                    | 작가상                    | 최완규                                      | 야망의 전설                                     |
| 작가상                    | 작가상                    | 정하연                                      | 왕과 비                                         |
| 공로상                    | 공로상                    | 이낙훈                                      |                                                 |
| 특별상                    | 특별상                    | 야망의 전설 팀, 거짓말 팀, 내사랑 내곁에 팀 | 야망의 전설 팀, 거짓말 팀, 내사랑 내곁에 팀     |
| 탤런트가 뽑은 올해의 PD상 | 탤런트가 뽑은 올해의 PD상 | 이녹영                                      | 야망의 전설                                     |

| 부문                        | 부문                        | 수상자 | 출연작                                             |
| --------------------------- | --------------------------- | ------ | -------------------------------------------------- |
| 최우수 연기상               | 남자                        | 신구   | 학교, 왕과 비                                      |
| 최우수 연기상               | 여자                        | 이휘향 | 유정                                               |
| 우수 연기상                 | 남자                        | 이창훈 | 학교, 해뜨고 달뜨고, 초대                          |
| 우수 연기상                 | 남자                        | 김규철 | 해뜨고 달뜨고, TV 문학관 - 그가 걸음을 멈추었을 때 |
| 우수 연기상                 | 여자                        | 김성령 | 종이학, 왕과 비                                    |
| 우수 연기상                 | 여자                        | 김혜선 | 당신                                               |
| 조연상                      | 남자                        | 조재현 | 대추나무 사랑 걸렸네, 학교 2, 사랑하세요?          |
| 조연상                      | 남자                        | 최종원 | 왕과 비, 사랑하세요?                               |
| 조연상                      | 여자                        | 박성미 | 사람의 집                                          |
| 조연상                      | 여자                        | 추상미 | 초대, 사랑하세요?                                  |
| 인기상                      | 남자                        | 최수종 | 사람의 집, 사랑하세요?                             |
| 인기상                      | 여자                        | 이영애 | 초대                                               |
| 신인 연기상                 | 남자                        | 류진   | 유정, 해뜨고 달뜨고                                |
| 신인 연기상                 | 남자                        | 원빈   | 광끼                                               |
| 신인 연기상                 | 여자                        | 배두나 | 학교, 광끼                                         |
| 신인 연기상                 | 여자                        | 최강희 | 학교, 광끼                                         |
| 청소년상                    | 남자                        | 김래원 | 학교 2                                             |
| 청소년상                    | 남자                        | 심지호 | 학교 2                                             |
| 청소년상                    | 여자                        | 김민희 | 학교 2                                             |
| 공로상                      | 공로상                      | 강부자 |                                                    |
| 탤런트가 뽑은 올해의 가수상 | 탤런트가 뽑은 올해의 가수상 | 브로스 | Win win                                            |

### 2000년대
| 부문                          | 부문                          | 수상자              | 출연작                       |
| ----------------------------- | ----------------------------- | ------------------- | ---------------------------- |
| 최우수 연기상                 | 남자                          | 박근형              | 꼭지                         |
| 최우수 연기상                 | 여자                          | 김자옥              | 해뜨고 달뜨고, 좋은걸 어떡해 |
| 우수 연기상                   | 남자                          | 박상민              | 태양은 가득히                |
| 우수 연기상                   | 남자                          | 원빈                | 꼭지, 가을동화               |
| 우수 연기상                   | 여자                          | 배종옥              | 바보같은 사랑                |
| 우수 연기상                   | 여자                          | 정선경              | 좋은걸 어떡해                |
| 조연 연기상                   | 남자                          | 김학철              | 태조 왕건                    |
| 조연 연기상                   | 남자                          | 홍학표              | 좋은걸 어떡해                |
| 조연 연기상                   | 여자                          | 김해숙              | 가을동화                     |
| 조연 연기상                   | 여자                          | 양희경              | 좋은걸 어떡해, 학교 3        |
| 인기상                        | 남자                          | 김상경              | 눈꽃                         |
| 인기상                        | 남자                          | 송승헌              | 가을동화                     |
| 인기상                        | 여자                          | 배두나              | RNA                          |
| 인기상                        | 여자                          | 송혜교              | 가을동화                     |
| 청소년상                      | 남자                          | 조인성              | 학교 3                       |
| 청소년상                      | 여자                          | 문근영              | 가을동화                     |
| 포토제닉상                    | 남자                          | 송승헌              | 가을동화                     |
| 포토제닉상                    | 여자                          | 송혜교              | 가을동화                     |
| 신인상                        | 남자                          | 박광현              | 학교 3, RNA                  |
| 신인상                        | 남자                          | 주진모              | 성난 얼굴로 돌아보라         |
| 신인상                        | 여자                          | 김효진              | RNA                          |
| 신인상                        | 여자                          | 배민희              | TV소설 민들레                |
| 작가상                        | 작가상                        | 최윤정              | 좋은걸 어떡해                |
| 우정상                        | 우정상                        | 기정수              |                              |
| 공로상                        | 공로상                        | 여운계              |                              |
| 연기자가 뽑은 올해의 PD상     | 연기자가 뽑은 올해의 PD상     | 김영진              |                              |
| 시청자가 뽑은 최고의 드라마상 | 시청자가 뽑은 최고의 드라마상 | 태조 왕건, 가을동화 |                              |

| 부문                      | 부문                      | 수상자   | 출연작                                               |
| ------------------------- | ------------------------- | -------- | ---------------------------------------------------- |
| 최우수 연기상             | 남자                      | 서인석   | 태조 왕건                                            |
| 최우수 연기상             | 여자                      | 이미연   | 명성황후                                             |
| 우수 연기상               | 남자                      | 김갑수   | 태조 왕건, TV소설 새엄마                             |
| 우수 연기상               | 남자                      | 김호진   | 우리가 남인가요                                      |
| 우수 연기상               | 여자                      | 김혜리   | 태조 왕건                                            |
| 우수 연기상               | 여자                      | 윤해영   | 푸른 안개, 인생은 아름다워, 사랑은 이런 거야         |
| 조연상                    | 남자                      | 김성환   | 명성황후                                             |
| 조연상                    | 남자                      | 정태우   | 태조 왕건                                            |
| 조연상                    | 여자                      | 김보미   | 명성황후                                             |
| 조연상                    | 여자                      | 최란     | 귀여운 여인, 사랑은 이런 거야                        |
| 신인 연기상               | 남자                      | 안재환   | 사랑은 이런 거야                                     |
| 신인 연기상               | 남자                      | 이광기   | 태조 왕건                                            |
| 신인 연기상               | 여자                      | 김민선   | 아버지처럼 살기 싫었어                               |
| 신인 연기상               | 여자                      | 홍수현   | 동양극장                                             |
| 인기상                    | 남자                      | 류진     | 비단향 꽃무, 순정                                    |
| 인기상                    | 남자                      | 이창훈   | 귀여운 여인, 꽃밭에서, 비단향 꽃무, 사랑은 이런 거야 |
| 인기상                    | 여자                      | 이승연   | 동양극장                                             |
| 인기상                    | 여자                      | 이요원   | 푸른 안개, 순정                                      |
| 인기상                    | 여자                      | 한고은   | 아버지처럼 살기 싫었어                               |
| 청소년상                  | 남자                      | 여욱환   | 학교 4                                               |
| 청소년상                  | 여자                      | 이유리   | 학교 4                                               |
| 포토제닉상                | 남자                      | 이주현   | 매화연가                                             |
| 포토제닉상                | 여자                      | 한고은   | 아버지처럼 살기 싫었어                               |
| 특별상                    | 특별상                    | 한국예술 | 태조 왕건                                            |
| 공로상                    | 공로상                    | 김인태   | 명성황후                                             |
| 탤런트가 뽑은 올해의 PD상 | 탤런트가 뽑은 올해의 PD상 | 윤창범   | 명성황후                                             |
| 작가상                    | 작가상                    | 최현경   | 우리가 남인가요                                      |

| 부문          | 부문   | 수상자 | 출연작           |
| ------------- | ------ | ------ | ---------------- |
| 최우수 연기상 | 남자   | 김상중 | 제국의 아침      |
| 최우수 연기상 | 남자   | 배용준 | 겨울연가         |
| 최우수 연기상 | 여자   | 최명길 | 명성황후         |
| 최우수 연기상 | 여자   | 최지우 | 겨울연가         |
| 우수 연기상   | 남자   | 박용하 | 겨울연가, 러빙유 |
| 우수 연기상   | 남자   | 조민기 | 거침없는 사랑    |
| 우수 연기상   | 여자   | 이태란 | 내사랑 누굴까    |
| 우수 연기상   | 여자   | 이혜숙 | 새엄마           |
| 조연상        | 남자   | 손현주 | 당신 옆이 좋아   |
| 조연상        | 여자   | 김성령 | 명성황후         |
| 조연상        | 여자   | 이자영 | 당신 옆이 좋아   |
| 신인 연기상   | 남자   | 송일국 | 인생화보         |
| 신인 연기상   | 여자   | 김유미 | 태양인 이제마    |
| 신인 연기상   | 여자   | 이유리 | 러빙유           |
| 인기상        | 남자   | 배용준 | 겨울연가         |
| 인기상        | 남자   | 최수종 | 태양인 이제마    |
| 인기상        | 여자   | 유진   | 러빙유           |
| 인기상        | 여자   | 최지우 | 겨울연가         |
| 청소년상      | 남자   | 맹세창 | 첨성대의 달      |
| 청소년상      | 남자   | 오승윤 | 매직키드 마수리  |
| 청소년상      | 여자   | 신지수 | 고독             |
| 특별상        | 특별상 | 김성환 | 명성황후         |
| 작가상        | 작가상 | 이덕재 | 사랑은 이런 거야 |

| 부문            | 부문          | 수상자          | 출연작                                     |
| --------------- | ------------- | --------------- | ------------------------------------------ |
| 최우수 연기상   | 남자          | 김호진          | 노란 손수건                                |
| 최우수 연기상   | 남자          | 차승원          | 보디가드                                   |
| 최우수 연기상   | 여자          | 유호정          | 로즈마리                                   |
| 최우수 연기상   | 여자          | 이태란          | 노란 손수건                                |
| 우수 연기상     | 남자          | 김승수          | 백만송이 장미                              |
| 우수 연기상     | 남자          | 박용우          | 무인시대                                   |
| 우수 연기상     | 여자          | 공효진          | 상두야, 학교가자                           |
| 우수 연기상     | 여자          | 엄정화          | 아내                                       |
| 우수 연기상     | 여자          | 추상미          | 노란 손수건                                |
| 조연상          | 남자          | 선우재덕        | 백만송이 장미                              |
| 조연상          | 남자          | 안정훈          | 백만송이 장미                              |
| 조연상          | 여자          | 조양자          | 노란손수건                                 |
| 조연상          | 여자          | 홍수현          | 상두야, 학교가자                           |
| 신인 연기상     | 남자          | 연정훈          | 노란 손수건                                |
| 신인 연기상     | 남자          | 정지훈          | 상두야, 학교가자                           |
| 신인 연기상     | 여자          | 마야            | 보디가드                                   |
| 신인 연기상     | 여자          | 한가인          | 노란 손수건                                |
| 신인 연기상     | 여자          | 한지혜          | 여름향기                                   |
| 인기상          | 남자          | 김승우          | 로즈마리                                   |
| 인기상          | 남자          | 차승원          | 보디가드                                   |
| 인기상          | 여자          | 손태영          | 백만송이 장미                              |
| 인기상          | 여자          | 한고은          | 보디가드                                   |
| 단막극·특집극상 | 남자          | 김인권          | 드라마시티                                 |
| 단막극·특집극상 | 남자          | 남궁민          | 진주 목걸이                                |
| 단막극·특집극상 | 여자          | 김용림          | 추석 특집극 - 혼수                         |
| 단막극·특집극상 | 여자          | 윤혜경          | 드라마시티 - 상파울루, S대 법학과 미달사건 |
| 청소년상        | 남자          | 이병준          | 노란 손수건, 아내                          |
| 청소년상        | 여자          | 송민주          | 상두야, 학교가자                           |
| 네티즌상        | 남자          | 정지훈          | 상두야, 학교가자                           |
| 네티즌상        | 여자          | 공효진          | 상두야, 학교가자                           |
| 베스트 커플상   | 베스트 커플상 | 김승우 & 유호정 | 로즈마리                                   |
| 베스트 커플상   | 베스트 커플상 | 정지훈 & 공효진 | 상두야, 학교가자                           |
| 특별상          | 특별상        | 최수종          | 저 푸른 초원 위에                          |
| 작가상          | 작가상        | 박정란          | 노란 손수건                                |
| 공로상          | 공로상        | 남일우          |                                            |

| 부문            | 부문          | 수상자          | 출연작                       |
| --------------- | ------------- | --------------- | ---------------------------- |
| 최우수 연기상   | 남자          | 안재욱          | 오! 필승 봉순영              |
| 최우수 연기상   | 여자          | 송혜교          | 풀하우스                     |
| 최우수 연기상   | 여자          | 오연수          | 두 번째 프러포즈             |
| 최우수 연기상   | 여자          | 채시라          | 애정의 조건                  |
| 우수 연기상     | 남자          | 소지섭          | 미안하다, 사랑한다           |
| 우수 연기상     | 남자          | 정지훈          | 풀하우스                     |
| 우수 연기상     | 여자          | 박선영          | 오! 필승 봉순영              |
| 우수 연기상     | 여자          | 한가인          | 애정의 조건                  |
| 조연상          | 남자          | 김흥수          | 꽃보다 아름다워              |
| 조연상          | 남자          | 오지호          | 두 번째 프러포즈             |
| 조연상          | 여자          | 김해숙          | 오! 필승 봉순영              |
| 조연상          | 여자          | 허영란          | 두 번째 프러포즈             |
| 신인 연기상     | 남자          | 이완            | 백설공주                     |
| 신인 연기상     | 여자          | 김태희          | 구미호 외전                  |
| 신인 연기상     | 여자          | 임수정          | 미안하다, 사랑한다           |
| 신인 연기상     | 여자          | 한혜진          | 그대는 별                    |
| 인기상          | 남자          | 소지섭          | 미안하다, 사랑한다           |
| 인기상          | 남자          | 정지훈          | 풀하우스                     |
| 인기상          | 여자          | 임수정          | 미안하다, 사랑한다           |
| 인기상          | 여자          | 송혜교          | 풀하우스                     |
| 단막극·특집극상 | 남자          | 변희봉          | 드라마시티 - 봉메골 산삼소동 |
| 단막극·특집극상 | 남자          | 엄태웅          | 드라마시티 - 제주도 푸른 밤  |
| 단막극·특집극상 | 여자          | 김민주          | 드라마시티 - 제주도 푸른 밤  |
| 단막극·특집극상 | 여자          | 한지민          | 드라마시티 - 데자뷰          |
| 청소년상        | 남자          | 박건태          | 미안하다, 사랑한다           |
| 청소년상        | 남자          | 이준혁          | 두 번째 프러포즈             |
| 청소년상        | 여자          | 고아라          | 성장드라마 반올림            |
| 청소년상        | 여자          | 한지혜          | 두 번째 프러포즈             |
| 네티즌상        | 남자          | 소지섭          | 미안하다, 사랑한다           |
| 네티즌상        | 여자          | 임수정          | 미안하다, 사랑한다           |
| 베스트 커플상   | 베스트 커플상 | 소지섭 & 임수정 | 미안하다, 사랑한다           |
| 베스트 커플상   | 베스트 커플상 | 송일국 & 한가인 | 애정의 조건                  |
| 베스트 커플상   | 베스트 커플상 | 안재욱 & 박선영 | 오! 필승 봉순영              |
| 베스트 커플상   | 베스트 커플상 | 정지훈 & 송혜교 | 풀하우스                     |
| 특별상          | 특별상        | 윤석호          | 겨울연가                     |
| 작가상          | 작가상        | 노희경          | 꽃보다 아름다워              |
| 작가상          | 작가상        | 문영남          | 애정의 조건                  |
| 공로상          | 공로상        | 이경호          |                              |

| 부문            | 부문          | 수상자          | 출연작                                                                       |
| --------------- | ------------- | --------------- | ---------------------------------------------------------------------------- |
| 최우수 연기상   | 남자          | 최수종          | 해신                                                                         |
| 최우수 연기상   | 여자          | 최진실          | 장밋빛 인생                                                                  |
| 최우수 연기상   | 여자          | 김해숙          | 장밋빛 인생, 부모님전상서, 별난여자 별난남자                                 |
| 우수 연기상     | 남자          | 손현주          | 장밋빛 인생                                                                  |
| 우수 연기상     | 남자          | 송일국          | 해신                                                                         |
| 우수 연기상     | 남자          | 엄태웅          | 부활, 쾌걸 춘향                                                              |
| 우수 연기상     | 여자          | 수애            | 해신                                                                         |
| 우수 연기상     | 여자          | 이혜숙          | 슬픔이여 안녕                                                                |
| 조연상          | 남자          | 박철민          | 불멸의 이순신                                                                |
| 조연상          | 남자          | 안석환          | 쾌걸 춘향, 별난여자 별난남자                                                 |
| 조연상          | 여자          | 김사랑          | 이 죽일놈의 사랑                                                             |
| 조연상          | 여자          | 김지영          | 장밋빛 인생                                                                  |
| 신인 연기상     | 남자          | 고주원          | 부활, 별난여자 별난남자                                                      |
| 신인 연기상     | 남자          | 김동완          | 슬픔이여 안녕                                                                |
| 신인 연기상     | 남자          | 재희            | 쾌걸 춘향                                                                    |
| 신인 연기상     | 여자          | 김아중          | 별난여자 별난남자                                                            |
| 신인 연기상     | 여자          | 이보영          | 어여쁜 당신                                                                  |
| 신인 연기상     | 여자          | 한지민          | 부활                                                                         |
| 인기상          | 남자          | 남궁민          | 장밋빛 인생                                                                  |
| 인기상          | 남자          | 송일국          | 해신                                                                         |
| 인기상          | 여자          | 이태란          | 장밋빛 인생                                                                  |
| 인기상          | 여자          | 한채영          | 쾌걸 춘향                                                                    |
| 단막극·특집극상 | 남자          | 박근형          | 특집드라마 - 유행가가 되리                                                   |
| 단막극·특집극상 | 남자          | 장현성          | 드라마시티 - 장국영이 죽었다고?, HDTV 문학관 - 누가 커트코베인을 살해했는가? |
| 단막극·특집극상 | 여자          | 윤여정          | 특집드라마 - 유행가가 되리                                                   |
| 단막극·특집극상 | 여자          | 홍수현          | HDTV 문학관 - 외등                                                           |
| 청소년 연기상   | 남자          | 박지빈          | 황금사과, 드라마시티 - 도깨비가 있다                                         |
| 청소년 연기상   | 남자          | 유승호          | 마법전사 미르가온, 불멸의 이순신, 부모님전상서                               |
| 청소년 연기상   | 여자          | 유연미          | 황금사과                                                                     |
| 청소년 연기상   | 여자          | 이세영          | HDTV 문학관 - 소나기                                                         |
| 네티즌상        | 남자          | 정지훈          | 이 죽일놈의 사랑                                                             |
| 네티즌상        | 여자          | 최진실          | 장밋빛 인생                                                                  |
| 베스트 커플상   | 베스트 커플상 | 손현주 & 최진실 | 장밋빛 인생                                                                  |
| 베스트 커플상   | 베스트 커플상 | 송일국 & 수애   | 해신                                                                         |
| 베스트 커플상   | 베스트 커플상 | 엄태웅 & 한지민 | 부활                                                                         |
| 베스트 커플상   | 베스트 커플상 | 재희 & 한채영   | 쾌걸 춘향                                                                    |
| 특별상          | 특별상        | 임병기          |                                                                              |
| 작가상          | 작가상        | 김수현          | 부모님전상서                                                                 |
| 작가상          | 작가상        | 김지우          | 부활                                                                         |
| 공로상          | 공로상        | 정을영          | 부모님전상서                                                                 |

| 부문          | 부문          | 수상자          | 출연작                           |
| ------------- | ------------- | --------------- | -------------------------------- |
| 최우수 연기상 | 남자          | 류수영          | 서울 1945                        |
| 최우수 연기상 | 남자          | 신구            | 서울 1945, 열아홉 순정           |
| 최우수 연기상 | 여자          | 이태란          | 소문난 칠공주                    |
| 우수 연기상   | 남자          | 고주원          | 소문난 칠공주                    |
| 우수 연기상   | 남자          | 김진태          | 대조영                           |
| 우수 연기상   | 여자          | 최정원          | 소문난 칠공주                    |
| 우수 연기상   | 여자          | 한은정          | 서울 1945                        |
| 조연상        | 남자          | 박상면          | 서울 1945                        |
| 조연상        | 남자          | 이한위          | 봄의 왈츠, 열아홉 순정           |
| 조연상        | 여자          | 왕빛나          | 황진이                           |
| 조연상        | 여자          | 전미선          | 황진이                           |
| 신인 연기상   | 남자          | 박해진          | 소문난 칠공주                    |
| 신인 연기상   | 남자          | 서지석          | 열아홉 순정                      |
| 신인 연기상   | 남자          | 오만석          | 포도밭 그 사나이                 |
| 신인 연기상   | 여자          | 구혜선          | 열아홉 순정                      |
| 신인 연기상   | 여자          | 윤은혜          | 포도밭 그 사나이                 |
| 신인 연기상   | 여자          | 이윤지          | 열아홉 순정                      |
| 인기상        | 남자          | 오만석          | 포도밭 그 사나이                 |
| 인기상        | 남자          | 현빈            | 눈의 여왕                        |
| 인기상        | 여자          | 최정원          | 소문난 칠공주                    |
| 인기상        | 여자          | 성유리          | 눈의 여왕                        |
| 단막극상      | 남자          | 정은표          | 드라마시티 - 돌대가리 방정식     |
| 단막극상      | 여자          | 전혜진          | 드라마시티 - 그녀가 웃잖아, 기억 |
| 특집·문학관상 | 남자          | 이원종          | HDTV 문학관 - 나쁜 소설          |
| 특집·문학관상 | 여자          | 고정민          | 추석 특집극 - 무기여 잘 있거라   |
| 청소년 연기상 | 남자          | 김석            | 서울 1945                        |
| 청소년 연기상 | 여자          | 심은경          | 641 가족, 황진이                 |
| 네티즌상      | 남자          | 현빈            | 눈의 여왕                        |
| 네티즌상      | 여자          | 하지원          | 황진이                           |
| 베스트 커플상 | 베스트 커플상 | 박해진 & 이태란 | 소문난 칠공주                    |
| 베스트 커플상 | 베스트 커플상 | 오만석 & 윤은혜 | 포도밭 그 사나이                 |
| 베스트 커플상 | 베스트 커플상 | 장근석 & 하지원 | 황진이                           |
| 베스트 커플상 | 베스트 커플상 | 현빈 & 성유리   | 눈의 여왕                        |
| 특별상        | 특별상        | 문영남          | 소문난 칠공주                    |
| 작가상        | 작가상        | 윤선주          | 황진이                           |
| 공로상        | 공로상        | 이대로          |                                  |

| 부문                 | 부문                 | 수상자          | 출연작                                  |
| -------------------- | -------------------- | --------------- | --------------------------------------- |
| 최우수 연기상        | 남자                 | 이덕화          | 대조영                                  |
| 최우수 연기상        | 여자                 | 김현주          | 인순이는 예쁘다                         |
| 최우수 연기상        | 여자                 | 채림            | 달자의 봄                               |
| 우수 연기상          | 미니시리즈           | 강지환          | 경성스캔들                              |
| 우수 연기상          | 미니시리즈           | 이다해          | 헬로! 애기씨                            |
| 우수 연기상          | 미니시리즈           | 한지민          | 경성스캔들                              |
| 우수 연기상          | 일일극               | 박해진          | 하늘만큼 땅만큼                         |
| 우수 연기상          | 일일극               | 한지혜          | 미우나 고우나                           |
| 우수 연기상          | 주간극               | 장현성          | 며느리 전성시대                         |
| 우수 연기상          | 주간극               | 윤정희          | 행복한 여자                             |
| 조연상               | 조연상               | 이필모          | 며느리 전성시대, 아줌마가 간다          |
| 조연상               | 조연상               | 임혁            | 대조영                                  |
| 조연상               | 조연상               | 김혜옥          | 며느리 전성시대, 미우나 고우나          |
| 조연상               | 조연상               | 한고은          | 경성스캔들                              |
| 신인 연기상          | 신인 연기상          | 김지석          | 미우나 고우나                           |
| 신인 연기상          | 신인 연기상          | 김지훈          | 며느리 전성시대                         |
| 신인 연기상          | 신인 연기상          | 박민영          | 아이 엠 샘                              |
| 신인 연기상          | 신인 연기상          | 이수경          | 며느리 전성시대                         |
| 인기상               | 인기상               | 정보석          | 대조영                                  |
| 인기상               | 인기상               | 한효주          | 하늘만큼 땅만큼                         |
| 특집 문학관·단막극상 | 특집 문학관·단막극상 | 박인환          | 드라마시티 - 못생긴 당신                |
| 특집 문학관·단막극상 | 특집 문학관·단막극상 | 꾸옥 찌         | HDTV 문학관 - 랍스터를 먹는 시간        |
| 특집 문학관·단막극상 | 특집 문학관·단막극상 | 유인영          | 드라마시티 - 우리들의 조용필 님         |
| 특집 문학관·단막극상 | 특집 문학관·단막극상 | 전예서          | 드라마시티 - 기억상실증에 걸린 저승사자 |
| 청소년 연기상        | 청소년 연기상        | 최우혁          | 경성스캔들, 산 너머 남촌에는            |
| 청소년 연기상        | 청소년 연기상        | 김예원          | 착한여자 백일홍                         |
| 네티즌상             | 네티즌상             | 최수종          | 대조영                                  |
| 네티즌상             | 네티즌상             | 한지민          | 경성스캔들                              |
| 베스트 커플상        | 베스트 커플상        | 강지환 & 한지민 | 경성스캔들                              |
| 베스트 커플상        | 베스트 커플상        | 김지훈 & 이수경 | 며느리 전성시대                         |
| 베스트 커플상        | 베스트 커플상        | 박해진 & 한효주 | 하늘만큼 땅만큼                         |
| 특별상               | 특별상               | 나상엽          | 사육신                                  |
| 작가상               | 작가상               | 장영철          | 대조영                                  |
| 공로상               | 공로상               | 양근승          | 대추나무 사랑걸렸네                     |
| 우정상               | 우정상               | 박승규          |                                         |

| 부문                 | 부문                 | 수상자          | 출연작                    |
| -------------------- | -------------------- | --------------- | ------------------------- |
| 최우수 연기상        | 남자                 | 송일국          | 바람의 나라               |
| 최우수 연기상        | 여자                 | 김지수          | 태양의 여자               |
| 우수 연기상          | 미니시리즈           | 정진영          | 바람의 나라               |
| 우수 연기상          | 미니시리즈           | 이하나          | 태양의 여자               |
| 우수 연기상          | 미니시리즈           | 최정원          | 바람의 나라               |
| 우수 연기상          | 일일극               | 이필모          | 너는 내 운명              |
| 우수 연기상          | 일일극               | 김정난          | 너는 내 운명              |
| 우수 연기상          | 주간극               | 이원종          | 대왕 세종                 |
| 우수 연기상          | 주간극               | 이윤지          | 대왕 세종                 |
| 조연상               | 조연상               | 김용건          | 엄마가 뿔났다             |
| 조연상               | 조연상               | 엄기준          | 그들이 사는 세상          |
| 조연상               | 조연상               | 배종옥          | 그들이 사는 세상          |
| 신인 연기상          | 신인 연기상          | 정겨운          | 태양의 여자               |
| 신인 연기상          | 신인 연기상          | 윤아            | 너는 내 운명              |
| 인기상               | 인기상               | 장근석          | 쾌도 홍길동               |
| 인기상               | 인기상               | 성유리          | 쾌도 홍길동               |
| 인기상               | 인기상               | 장미희          | 엄마가 뿔났다             |
| 특집 문학관·단막극상 | 특집 문학관·단막극상 | 윤희석          | HDTV 문학관 - 봄, 봄봄    |
| 특집 문학관·단막극상 | 특집 문학관·단막극상 | 박민영          | 2008 전설의 고향 - 구미호 |
| 청소년 연기상        | 청소년 연기상        | 이현우          | 대왕 세종                 |
| 청소년 연기상        | 청소년 연기상        | 심은경          | 태양의 여자               |
| 네티즌상             | 네티즌상             | 강지환          | 쾌도 홍길동               |
| 네티즌상             | 네티즌상             | 윤아            | 너는 내 운명              |
| 베스트 커플상        | 베스트 커플상        | 강지환 & 성유리 | 쾌도 홍길동               |
| 베스트 커플상        | 베스트 커플상        | 김용건 & 장미희 | 엄마가 뿔났다             |
| 베스트 커플상        | 베스트 커플상        | 송일국 & 최정원 | 바람의 나라               |
| 특별상               | 특별상               | 신현택          |                           |
| 공로상               | 공로상               | 유철주          |                           |
| 우정상               | 우정상               | 이효정          |                           |

| 부문                 | 부문                 | 수상자          | 출연작                                  |
| -------------------- | -------------------- | --------------- | --------------------------------------- |
| 최우수 연기상        | 남자                 | 손현주          | 솔약국집 아들들                         |
| 최우수 연기상        | 여자                 | 채시라          | 천추태후                                |
| 우수 연기상          | 일일극               | 오만석          | 다함께 차차차                           |
| 우수 연기상          | 일일극               | 조안            | 다함께 차차차                           |
| 우수 연기상          | 미니시리즈           | 지진희          | 결혼 못하는 남자                        |
| 우수 연기상          | 미니시리즈           | 김아중          | 그저 바라보다가                         |
| 우수 연기상          | 중편드라마           | 김승우          | 아이리스                                |
| 우수 연기상          | 중편드라마           | 정준호          | 아이리스                                |
| 우수 연기상          | 중편드라마           | 구혜선          | 꽃보다 남자                             |
| 우수 연기상          | 중편드라마           | 김태희          | 아이리스                                |
| 우수 연기상          | 장편드라마           | 김석훈          | 천추태후                                |
| 우수 연기상          | 장편드라마           | 유선            | 솔약국집 아들들                         |
| 조연상               | 조연상               | 윤주상          | 솔약국집 아들들, 아이리스               |
| 조연상               | 조연상               | 최철호          | 천추태후, 파트너, 열혈 장사꾼           |
| 조연상               | 조연상               | 문정희          | 천추태후                                |
| 신인 연기상          | 신인 연기상          | 이민호          | 꽃보다 남자                             |
| 신인 연기상          | 신인 연기상          | 김소은          | 천추태후, 꽃보다 남자, 결혼 못하는 남자 |
| 인기상               | 인기상               | 윤상현          | 아가씨를 부탁해                         |
| 인기상               | 인기상               | 김소연          | 아이리스                                |
| 인기상               | 인기상               | 윤은혜          | 아가씨를 부탁해                         |
| 특집 문학관·단막극상 | 특집 문학관·단막극상 | 김규철          | 2009 전설의 고향 - 죽도의 한            |
| 특집 문학관·단막극상 | 특집 문학관·단막극상 | 김성은          | 2009 전설의 고향 - 금서                 |
| 청소년 연기상        | 청소년 연기상        | 박창익          | 청춘예찬                                |
| 청소년 연기상        | 청소년 연기상        | 박은빈          | 천추태후                                |
| 네티즌상             | 네티즌상             | 이병헌          | 아이리스                                |
| 네티즌상             | 네티즌상             | 구혜선          | 꽃보다 남자                             |
| 베스트 커플상        | 베스트 커플상        | 윤상현 & 윤은혜 | 아가씨를 부탁해                         |
| 베스트 커플상        | 베스트 커플상        | 이민호 & 구혜선 | 꽃보다 남자                             |
| 베스트 커플상        | 베스트 커플상        | 이병헌 & 김태희 | 아이리스                                |
| 베스트 커플상        | 베스트 커플상        | 이필모 & 유선   | 솔약국집 아들들                         |
| 작가상               | 작가상               | 조정선          | 솔약국집 아들들                         |
| 공로상               | 공로상               | 여운계          |                                         |

### 2010년대
| 부문            | 부문            | 수상자          | 출연작                                             |
| --------------- | --------------- | --------------- | -------------------------------------------------- |
| 최우수 연기상   | 남자            | 김갑수          | 추노 & 거상 김만덕 & 신데렐라 언니 & 성균관 스캔들 |
| 최우수 연기상   | 여자            | 문근영          | 신데렐라 언니 & 매리는 외박 중                     |
| 최우수 연기상   | 여자            | 전인화          | 제빵왕 김탁구                                      |
| 우수 연기상     | 연속극          | 이종혁          | 결혼해주세요                                       |
| 우수 연기상     | 연속극          | 김지영          | 결혼해주세요                                       |
| 우수 연기상     | 미니시리즈      | 김수로          | 공부의 신                                          |
| 우수 연기상     | 미니시리즈      | 한은정          | 구미호: 여우누이뎐                                 |
| 우수 연기상     | 중편드라마      | 오지호          | 추노                                               |
| 우수 연기상     | 중편드라마      | 박민영          | 성균관 스캔들                                      |
| 우수 연기상     | 장편드라마      | 윤시윤          | 제빵왕 김탁구                                      |
| 우수 연기상     | 장편드라마      | 유진            | 제빵왕 김탁구                                      |
| 조연상          | 조연상          | 성동일          | 추노 & 도망자 플랜 B                               |
| 조연상          | 조연상          | 이보희          | 수상한 삼형제                                      |
| 신인 연기상     | 신인 연기상     | 박유천          | 성균관 스캔들                                      |
| 신인 연기상     | 신인 연기상     | 오지은          | 수상한 삼형제 & 웃어라 동해야                      |
| 신인 연기상     | 신인 연기상     | 이시영          | 부자의 탄생                                        |
| 인기상          | 인기상          | 송중기          | 성균관 스캔들                                      |
| 인기상          | 인기상          | 문근영          | 신데렐라 언니 & 매리는 외박 중                     |
| 연작 · 단막극상 | 연작 · 단막극상 | 손현주          | 드라마 스페셜 - 텍사스 안타                        |
| 연작 · 단막극상 | 연작 · 단막극상 | 이선균          | 드라마 스페셜 - 조금 야한 우리 연애                |
| 연작 · 단막극상 | 연작 · 단막극상 | 정유미          | 드라마 스페셜 - 위대한 계춘빈                      |
| 청소년 연기상   | 청소년 연기상   | 오재무          | 제빵왕 김탁구                                      |
| 청소년 연기상   | 청소년 연기상   | 김유정          | 구미호: 여우누이뎐                                 |
| 청소년 연기상   | 청소년 연기상   | 서신애          | 구미호: 여우누이뎐                                 |
| 네티즌상        | 네티즌상        | 박유천          | 성균관 스캔들                                      |
| 네티즌상        | 네티즌상        | 장근석          | 매리는 외박 중                                     |
| 네티즌상        | 네티즌상        | 박민영          | 성균관 스캔들                                      |
| 베스트 커플상   | 베스트 커플상   | 박유천 & 박민영 | 성균관 스캔들                                      |
| 베스트 커플상   | 베스트 커플상   | 송중기 & 유아인 | 성균관 스캔들                                      |
| 베스트 커플상   | 베스트 커플상   | 윤시윤 & 이영아 | 제빵왕 김탁구                                      |
| 베스트 커플상   | 베스트 커플상   | 장근석 & 문근영 | 매리는 외박 중                                     |
| 베스트 커플상   | 베스트 커플상   | 장혁 & 이다해   | 추노                                               |
| 작가상          | 작가상          | 강은경          | 제빵왕 김탁구                                      |

| 부문            | 부문            | 수상자          | 출연작                                                                    |
| --------------- | --------------- | --------------- | ------------------------------------------------------------------------- |
| 최우수 연기상   | 최우수 연기상   | 박시후          | 공주의 남자                                                               |
| 최우수 연기상   | 최우수 연기상   | 문채원          | 공주의 남자                                                               |
| 우수 연기상     | 일일극          | 지창욱          | 웃어라 동해야                                                             |
| 우수 연기상     | 일일극          | 도지원          | 웃어라 동해야                                                             |
| 우수 연기상     | 미니시리즈      | 정진영          | 브레인                                                                    |
| 우수 연기상     | 미니시리즈      | 최다니엘        | 동안미녀                                                                  |
| 우수 연기상     | 미니시리즈      | 장나라          | 동안미녀                                                                  |
| 우수 연기상     | 중편드라마      | 천정명          | 영광의 재인                                                               |
| 우수 연기상     | 중편드라마      | 홍수현          | 공주의 남자                                                               |
| 우수 연기상     | 중편드라마      | 박민영          | 영광의 재인                                                               |
| 우수 연기상     | 장편드라마      | 이태곤          | 광개토태왕                                                                |
| 우수 연기상     | 장편드라마      | 김자옥          | 오작교 형제들                                                             |
| 조연상          | 조연상          | 정웅인          | 근초고왕 & 오작교 형제들                                                  |
| 조연상          | 조연상          | 박정아          | 웃어라 동해야 & 당신뿐이야                                                |
| 조연상          | 조연상          | 이윤지          | 드림하이 & 드라마 스페셜 - 터미널                                         |
| 신인 연기상     | 남자            | 김수현          | 드림하이                                                                  |
| 신인 연기상     | 남자            | 주원            | 오작교 형제들                                                             |
| 신인 연기상     | 남자            | 이장우          | 웃어라 동해야 & 영광의 재인                                               |
| 신인 연기상     | 여자            | 배수지          | 드림하이                                                                  |
| 신인 연기상     | 여자            | 유이            | 오작교 형제들                                                             |
| 인기상          | 남자            | 박시후          | 공주의 남자                                                               |
| 인기상          | 남자            | 김수현          | 드림하이                                                                  |
| 인기상          | 여자            | 문채원          | 공주의 남자                                                               |
| 인기상          | 여자            | 한혜진          | 가시나무새                                                                |
| 연작 · 단막극상 | 연작 · 단막극상 | 이희준          | 드라마 스페셜 연작 시리즈 - 완벽한 스파이 & 드라마 스페셜 - 큐피드 팩토리 |
| 연작 · 단막극상 | 연작 · 단막극상 | 최수종          | 드라마 스페셜 연작 시리즈 - 아들을 위하여                                 |
| 연작 · 단막극상 | 연작 · 단막극상 | 한은정          | 드라마 스페셜 연작 시리즈 - 400년의 꿈                                    |
| 연작 · 단막극상 | 연작 · 단막극상 | 유진            | 드라마 스페셜 - 화평공주 체중감량사                                       |
| 청소년 연기상   | 청소년 연기상   | 박희건          | 오작교 형제들                                                             |
| 청소년 연기상   | 청소년 연기상   | 김환희          | 사랑을 믿어요 & 당신뿐이야                                                |
| 네티즌상        | 네티즌상        | 신하균          | 브레인                                                                    |
| 네티즌상        | 네티즌상        | 최정원          | 브레인                                                                    |
| 베스트 커플상   | 베스트 커플상   | 박시후 & 문채원 | 공주의 남자                                                               |
| 베스트 커플상   | 베스트 커플상   | 류수영 & 최정윤 | 오작교 형제들                                                             |
| 베스트 커플상   | 베스트 커플상   | 김수현 & 배수지 | 드림하이                                                                  |
| 베스트 커플상   | 베스트 커플상   | 이민우 & 홍수현 | 공주의 남자                                                               |
| 베스트 커플상   | 베스트 커플상   | 신하균 & 최정원 | 브레인                                                                    |
| 작가상          | 작가상          | 이정선          | 오작교 형제들                                                             |

| 부문                             | 부문                             | 수상자          | 출연작                                  |
| -------------------------------- | -------------------------------- | --------------- | --------------------------------------- |
| 최우수 연기상                    | 남자                             | 유준상          | 넝쿨째 굴러온 당신                      |
| 최우수 연기상                    | 남자                             | 송중기          | 세상 어디에도 없는 착한남자             |
| 최우수 연기상                    | 여자                             | 문채원          | 세상 어디에도 없는 착한남자             |
| 방송3사 드라마PD가 꼽은 연기자상 | 방송3사 드라마PD가 꼽은 연기자상 | 엄태웅          | 적도의 남자                             |
| 우수 연기상                      | 일일극                           | 김영철          | 별도 달도 따줄게                        |
| 우수 연기상                      | 일일극                           | 김동완          | 힘내요 미스터 김                        |
| 우수 연기상                      | 일일극                           | 김예령          | 사랑아 사랑아                           |
| 우수 연기상                      | 일일극                           | 서지혜          | 별도 달도 따줄게                        |
| 우수 연기상                      | 미니시리즈                       | 신현준          | 울랄라 부부                             |
| 우수 연기상                      | 미니시리즈                       | 장나라          | 학교 2013                               |
| 우수 연기상                      | 중편드라마                       | 엄태웅          | 적도의 남자                             |
| 우수 연기상                      | 중편드라마                       | 이보영          | 적도의 남자                             |
| 우수 연기상                      | 장편드라마                       | 주원            | 각시탈                                  |
| 우수 연기상                      | 장편드라마                       | 윤여정          | 넝쿨째 굴러온 당신                      |
| 조연상                           | 조연상                           | 김상호          | 넝쿨째 굴러온 당신                      |
| 조연상                           | 조연상                           | 박기웅          | 각시탈                                  |
| 조연상                           | 조연상                           | 조윤희          | 넝쿨째 굴러온 당신                      |
| 신인 연기상                      | 남자                             | 이희준          | 넝쿨째 굴러온 당신 & 전우치             |
| 신인 연기상                      | 남자                             | 이종석          | 학교 2013                               |
| 신인 연기상                      | 여자                             | 오연서          | 넝쿨째 굴러온 당신                      |
| 신인 연기상                      | 여자                             | 진세연          | 각시탈                                  |
| 인기상                           | 인기상                           | 주원            | 각시탈                                  |
| 인기상                           | 인기상                           | 배수지          | 빅                                      |
| 연작 · 단막극상                  | 연작 · 단막극상                  | 성준            | 드라마 스페셜 - 습지생태보고서          |
| 연작 · 단막극상                  | 연작 · 단막극상                  | 연우진          | 드라마 스페셜 연작 시리즈 - 보통의 연애 |
| 연작 · 단막극상                  | 연작 · 단막극상                  | 유다인          | 드라마 스페셜 연작 시리즈 - 보통의 연애 |
| 연작 · 단막극상                  | 연작 · 단막극상                  | 박신혜          | 드라마 스페셜 - 걱정마세요 귀신입니다   |
| 청소년 연기상                    | 청소년 연기상                    | 노영학          | 대왕의 꿈                               |
| 청소년 연기상                    | 청소년 연기상                    | 남지현          | 소녀탐정 박해솔                         |
| 네티즌상                         | 네티즌상                         | 송중기          | 세상 어디에도 없는 착한남자             |
| 네티즌상                         | 네티즌상                         | 문채원          | 세상 어디에도 없는 착한남자             |
| 네티즌상                         | 네티즌상                         | 윤아            | 사랑비                                  |
| 베스트 커플상                    | 베스트 커플상                    | 유준상 & 김남주 | 넝쿨째 굴러온 당신                      |
| 베스트 커플상                    | 베스트 커플상                    | 이희준 & 조윤희 | 넝쿨째 굴러온 당신                      |
| 베스트 커플상                    | 베스트 커플상                    | 송중기 & 문채원 | 세상 어디에도 없는 착한남자             |
| 베스트 커플상                    | 베스트 커플상                    | 이상윤 & 이보영 | 내 딸 서영이                            |
| 작가상                           | 작가상                           | 박지은          | 넝쿨째 굴러온 당신                      |

| 부문                             | 부문                             | 수상자          | 출연작                           |
| -------------------------------- | -------------------------------- | --------------- | -------------------------------- |
| 최우수 연기상                    | 남자                             | 지성            | 비밀                             |
| 최우수 연기상                    | 남자                             | 주원            | 굿 닥터                          |
| 최우수 연기상                    | 여자                             | 황정음          | 비밀                             |
| 방송3사 드라마PD가 꼽은 연기자상 | 방송3사 드라마PD가 꼽은 연기자상 | 주원            | 굿 닥터                          |
| 우수 연기상                      | 일일극                           | 김석훈          | 루비반지                         |
| 우수 연기상                      | 일일극                           | 이소연          | 루비반지                         |
| 우수 연기상                      | 미니시리즈                       | 오지호          | 직장의 신                        |
| 우수 연기상                      | 미니시리즈                       | 윤아            | 총리와 나                        |
| 우수 연기상                      | 중편드라마                       | 주상욱          | 굿 닥터                          |
| 우수 연기상                      | 중편드라마                       | 문채원          | 굿 닥터                          |
| 우수 연기상                      | 장편드라마                       | 조정석          | 최고다 이순신                    |
| 우수 연기상                      | 장편드라마                       | 조성하          | 왕가네 식구들                    |
| 우수 연기상                      | 장편드라마                       | 이미숙          | 최고다 이순신                    |
| 우수 연기상                      | 장편드라마                       | 이태란          | 왕가네 식구들                    |
| 조연상                           | 조연상                           | 배수빈          | 비밀                             |
| 조연상                           | 조연상                           | 이다희          | 비밀                             |
| 신인 연기상                      | 남자                             | 정우            | 최고다 이순신                    |
| 신인 연기상                      | 남자                             | 한주완          | 왕가네 식구들                    |
| 신인 연기상                      | 여자                             | 아이유          | 최고다 이순신                    |
| 신인 연기상                      | 여자                             | 경수진          | 상어 & TV소설 - 은희             |
| 인기상                           | 인기상                           | 지성            | 비밀                             |
| 인기상                           | 인기상                           | 문채원          | 굿 닥터                          |
| 연작 · 단막극상                  | 연작 · 단막극상                  | 최다니엘        | 연애를 기대해                    |
| 연작 · 단막극상                  | 연작 · 단막극상                  | 유오성          | 드라마 스페셜 - 마귀 & 엄마의 섬 |
| 연작 · 단막극상                  | 연작 · 단막극상                  | 한예리          | 드라마 스페셜 - 연우의 여름      |
| 연작 · 단막극상                  | 연작 · 단막극상                  | 보아            | 연애를 기대해                    |
| 청소년 연기상                    | 청소년 연기상                    | 연준석          | 상어                             |
| 청소년 연기상                    | 청소년 연기상                    | 김유빈          | 천명                             |
| 네티즌상                         | 네티즌상                         | 주원            | 굿 닥터                          |
| 네티즌상                         | 네티즌상                         | 황정음          | 비밀                             |
| 베스트 커플상                    | 베스트 커플상                    | 조정석 & 아이유 | 최고다 이순신                    |
| 베스트 커플상                    | 베스트 커플상                    | 지성 & 황정음   | 비밀                             |
| 베스트 커플상                    | 베스트 커플상                    | 오지호 & 김혜수 | 직장의 신                        |
| 베스트 커플상                    | 베스트 커플상                    | 주원 & 문채원   | 굿 닥터                          |
| 베스트 커플상                    | 베스트 커플상                    | 이범수 & 윤아   | 총리와 나                        |
| 작가상                           | 작가상                           | 문영남          | 왕가네 식구들                    |

| 부문                             | 부문                             | 수상자                                                                          | 출연작                                                        |
| -------------------------------- | -------------------------------- | ------------------------------------------------------------------------------- | ------------------------------------------------------------- |
| 최우수 연기상                    | 최우수 연기상                    | 조재현 김현주                                                                   | 정도전 가족끼리 왜 이래                                       |
| 우수 연기상                      | 일일극                           | 최재성 신소율 최윤영                                                            | 일편단심 민들레 달콤한 비밀 고양이는 있다                     |
| 우수 연기상                      | 미니시리즈                       | 문정혁 정유미                                                                   | 연애의 발견                                                   |
| 우수 연기상                      | 중편드라마                       | 이준기 남상미 박민영                                                            | 조선총잡이 힐러                                               |
| 우수 연기상                      | 장편드라마                       | 박영규 김상경 김지호                                                            | 정도전 가족끼리 왜 이래 참 좋은 시절                          |
| 작가상                           | 작가상                           | 강은경 정현민                                                                   | 가족끼리 왜 이래 정도전                                       |
| 베스트 커플상                    | 베스트 커플상                    | 김상경 & 김현주 이준기 & 남상미 문정혁 & 정유미 박형식 & 남지현 지창욱 & 박민영 | 가족끼리 왜 이래 조선총잡이 연애의 발견 가족끼리 왜 이래 힐러 |
| 공로상                           | 공로상                           | 김자옥                                                                          | 지상파 3사 모두 수상                                          |
| 방송3사 드라마PD가 꼽은 연기자상 | 방송3사 드라마PD가 꼽은 연기자상 | 조재현                                                                          | 정도전                                                        |
| 인기상                           | 인기상                           | 주원 지창욱 이다희 정은지                                                       | 내일도 칸타빌레 힐러 빅맨 트로트의 연인                       |
| 신인 연기상                      | 신인 연기상                      | 서인국 박형식 김슬기 남지현                                                     | 왕의 얼굴 가족끼리 왜 이래 연애의 발견 가족끼리 왜 이래       |
| 네티즌상                         | 네티즌상                         | 문정혁 정유미                                                                   | 연애의 발견                                                   |
| 조연상                           | 조연상                           | 신성록 한은정 이채영                                                            | 트로트의 연인, 왕의 얼굴 골든크로스, 아이언맨 뻐꾸기 둥지     |
| 연작 · 단막극상                  | 연작 · 단막극상                  | 조달환 김소현                                                                   | KBS 드라마 스페셜 - 추한 사랑 KBS 드라마 스페셜 - 다르게 운다 |
| 청소년 연기상                    | 청소년 연기상                    | 곽동연 안서현 홍화리                                                            | 감격시대 일편단심 민들레 참 좋은 시절                         |

| 부문                             | 부문                             | 수상자                                                                         | 출연작                                                                                  |
| -------------------------------- | -------------------------------- | ------------------------------------------------------------------------------ | --------------------------------------------------------------------------------------- |
| 최우수 연기상                    | 최우수 연기상                    | 소지섭 채시라                                                                  | 오 마이 비너스 착하지 않은 여자들                                                       |
| 우수 연기상                      | 일일극                           | 곽시양 임호 한채아 강별                                                        | 다 잘될 거야 별이 되어 빛나리 당신만이 내사랑 가족을 지켜라                             |
| 우수 연기상                      | 미니시리즈                       | 차태현 신민아                                                                  | 프로듀사 오 마이 비너스                                                                 |
| 우수 연기상                      | 중편드라마                       | 장혁 김민정                                                                    | 장사의 신 - 객주 2015                                                                   |
| 우수 연기상                      | 장편드라마                       | 김태우 김갑수 유진                                                             | 징비록 부탁해요, 엄마                                                                   |
| 작가상                           | 작가상                           | 김인영                                                                         | 착하지 않은 여자들                                                                      |
| 베스트 커플상                    | 베스트 커플상                    | 김수현 & 공효진, 차태현 & 공효진 김소현 & 육성재 소지섭 & 신민아 장혁 & 한채아 | 프로듀사 후아유 - 학교 2015 오 마이 비너스 장사의 신 - 객주 2015                        |
| 방송3사 드라마PD가 꼽은 연기자상 | 방송3사 드라마PD가 꼽은 연기자상 | 김혜자                                                                         | 착하지 않은 여자들                                                                      |
| 인기상                           | 인기상                           | 남주혁 박보검 조보아 설현                                                      | 후아유 - 학교 2015 너를 기억해 부탁해요, 엄마 오렌지 마말레이드                         |
| 신인 연기상                      | 신인 연기상                      | 여진구 김소현 채수빈                                                           | 오렌지 마말레이드 후아유 - 학교 2015 파랑새의 집 & 발칙하게 고고                        |
| 네티즌상                         | 네티즌상                         | 김수현 김소현                                                                  | 프로듀사 후아유 - 학교 2015                                                             |
| 조연상                           | 조연상                           | 김규철 박보검 김서형 엄현경                                                    | 징비록 너를 기억해 어셈블리 파랑새의 집                                                 |
| 연작 · 단막극상                  | 연작 · 단막극상                  | 봉태규 이하나 김영옥                                                           | KBS 드라마 스페셜 - 노량진역에는 기차가 서지 않는다 KBS 드라마 스페셜 - 짝퉁패밀리 눈길 |
| 청소년 연기상                    | 청소년 연기상                    | 최권수 김향기                                                                  | KBS 드라마 스페셜 - 그 형제의 여름 눈길                                                 |

| 부문               | 부문               | 수상자 | 출연작                                                                                      |
| ------------------ | ------------------ | --- | ------------------------------------------------------------------------------------------- |
| 최우수상           | 최우수상           | 박보검 박신양 김하늘                                                                                        | 구르미 그린 달빛 동네변호사 조들호 공항 가는 길                                             |
| 우수상             | 일일극             | 오민석 이유리 소이현                                                                                        | 여자의 비밀 천상의 약속 여자의 비밀                                                         |
| 우수상             | 미니시리즈         | 이상윤 김지원                                                                                               | 공항 가는 길 태양의 후예                                                                    |
| 우수상             | 중편드라마         | 송일국 김유정                                                                                               | 장영실 구르미 그린 달빛                                                                     |
| 우수상             | 장편드라마         | 이동건 안재욱 조윤희 소유진                                                                                 | 월계수 양복점 신사들 아이가 다섯 월계수 양복점 신사들 아이가 다섯                           |
| 작가상             | 작가상             | 김은숙 & 김원석                                                                                             | 태양의 후예                                                                                 |
| 베스트 커플상      | 베스트 커플상      | 송중기 & 송혜교 진구 & 김지원 박보검 & 김유정 이상윤 & 김하늘 차인표 & 라미란 현우 & 이세영 오지호 & 허정은 | 태양의 후예 구르미 그린 달빛 공항 가는 길 월계수 양복점 신사들 오 마이 금비                 |
| 아시아 최고 커플상 | 아시아 최고 커플상 | 송중기 & 송혜교                                                                                             | 태양의 후예                                                                                 |
| 신인상             | 신인상             | 성훈 진영 김지원 이세영                                                                                     | 아이가 다섯 구르미 그린 달빛 태양의 후예 월계수 양복점 신사들                               |
| 네티즌상           | 네티즌상           | 박보검 | 구르미 그린 달빛                                                                            |
| 조연상             | 조연상             | 이준혁 라미란                                                                                               | 구르미 그린 달빛 월계수 양복점 신사들                                                       |
| 연작 · 단막극상    | 연작 · 단막극상    | 김성오 이동휘 조여정 강예원                                                                                 | 백희가 돌아왔다 KBS 드라마 스페셜 - 빨간선생님 베이비시터 백희가 돌아왔다                   |
| 청소년 연기상      | 청소년 연기상      | 정윤석 허정은                                                                                               | 장영실 & 아이가 다섯 & 구르미 그린 달빛 동네변호사 조들호 & 구르미 그린 달빛 & 오 마이 금비 |

| 부문            | 부문            | 수상자                                                                                        | 출연작                                                                                          |
| --------------- | --------------- | --------------------------------------------------------------------------------------------- | ----------------------------------------------------------------------------------------------- |
| 최우수상        | 최우수상        | 남궁민 이유리 정려원                                                                          | 김과장 아버지가 이상해 마녀의 법정                                                              |
| 우수상          | 일일극          | 김승수 송창의 임수향 명세빈                                                                   | 다시, 첫사랑 내 남자의 비밀 무궁화 꽃이 피었습니다 다시, 첫사랑                                 |
| 우수상          | 미니시리즈      | 박서준 장나라 김지원                                                                          | 쌈 마이웨이 고백부부 쌈 마이웨이                                                                |
| 우수상          | 중편드라마      | 이동건 준호 조여정                                                                            | 7일의 왕비 김과장 완벽한 아내                                                                   |
| 우수상          | 장편드라마      | 박시후 신혜선                                                                                 | 황금빛 내 인생                                                                                  |
| 작가상          | 작가상          | 소현경                                                                                        | 황금빛 내 인생                                                                                  |
| 베스트 커플상   | 베스트 커플상   | 정려원 & 윤현민 장나라 & 손호준 박시후 & 신혜선 박서준 & 김지원 류수영 & 이유리 남궁민 & 준호 | 마녀의 법정 고백부부 황금빛 내 인생 쌈 마이웨이 아버지가 이상해 김과장                          |
| 특별공로상      | 특별공로상      | 김영애                                                                                        | 월계수 양복점 신사들                                                                            |
| 신인상          | 신인상          | 안재홍 우도환 김세정 류화영                                                                   | 쌈 마이웨이 매드 독 학교 2017 아버지가 이상해 & 매드 독                                         |
| 네티즌상        | 네티즌상        | 박서준 김지원                                                                                 | 쌈 마이웨이                                                                                     |
| 조연상          | 조연상          | 김성오 최원영 이일화 정혜성                                                                   | 쌈 마이웨이 매드 독 김과장 & 마녀의 법정 김과장 & 맨홀 - 이상한 나라의 필                       |
| 연작 · 단막극상 | 연작 · 단막극상 | 여회현 라미란                                                                                 | 란제리 소녀시대 & KBS 드라마 스페셜 - 혼자 추는 왈츠 KBS 드라마 스페셜 - 정마담의 마지막 일주일 |
| 청소년 연기상   | 청소년 연기상   | 정준원 이레                                                                                   | 아버지가 이상해 마녀의 법정                                                                     |
| 드라마 OST상    | 드라마 OST상    | 비투비                                                                                        | 쌈 마이웨이                                                                                     |

| 부문            | 부문            | 수상자 | 출연작                                                                                           |
| --------------- | --------------- | --- | ------------------------------------------------------------------------------------------------ |
| 최우수상        | 최우수상        | 최수종 차태현 장미희 차화연                                                                                   | 하나뿐인 내편 최고의 이혼 같이 살래요 하나뿐인 내편                                              |
| 우수상          | 일일극          | 강은탁 박윤재 하희라 박하나                                                                                   | 끝까지 사랑 비켜라 운명아 차달래 부인의 사랑 인형의 집                                           |
| 우수상          | 장편드라마      | 이상우 이장우 한지혜 유이                                                                                     | 같이 살래요 하나뿐인 내편 같이 살래요 하나뿐인 내편                                              |
| 우수상          | 중편드라마      | 서강준 라미란                                                                                                 | 너도 인간이니? 우리가 만난 기적                                                                  |
| 우수상          | 미니시리즈      | 최다니엘 장동건 백진희                                                                                        | 저글러스 & 오늘의 탐정 슈츠 저글러스 & 죽어도 좋아                                               |
| 작가상          | 작가상          | 김사경 | 하나뿐인 내편                                                                                    |
| 베스트 커플상   | 베스트 커플상   | 서강준 & 공승연 최다니엘 & 백진희 김명민 & 라미란 차태현 & 배두나 유동근 & 장미희 이장우 & 유이 최수종 & 진경 | 너도 인간이니? 저글러스 우리가 만난 기적 최고의 이혼 같이 살래요 하나뿐인 내편                   |
| 신인상          | 신인상          | 김권 박성훈 박세완 설인아                                                                                     | 같이 살래요 흑기사 & 하나뿐인 내편 같이 살래요 & 땐뽀걸즈 내일도 맑음                            |
| 네티즌상        | 네티즌상        | 김명민 박형식                                                                                                 | 우리가 만난 기적 슈츠                                                                            |
| 조연상          | 조연상          | 김원해 인교진 김현숙 윤진이                                                                                   | 너도 인간이니? & 오늘의 탐정 저글러스 & 죽어도 좋아 추리의 여왕 2 & 너도 인간이니? 하나뿐인 내편 |
| 연작 · 단막극상 | 연작 · 단막극상 | 장동윤 윤박 이일화 이설                                                                                       | 땐뽀걸즈 KBS 드라마 스페셜 - 참치와 돌고래 KBS 드라마 스페셜 - 엄마의 세 번째 결혼 옥란면옥      |
| 청소년 연기상   | 청소년 연기상   | 남다름 김환희                                                                                                 | 라디오 로맨스 우리가 만난 기적                                                                   |

| 부문                | 부문                | 수상자                                                                                          | 출연작 |
| ------------------- | ------------------- | ----------------------------------------------------------------------------------------------- | --- |
| 최우수상            | 최우수상            | 강하늘 유준상 신혜선 조여정                                                                     | 동백꽃 필 무렵 왜그래 풍상씨 단, 하나의 사랑 99억의 여자                                                  |
| 우수상              | 일일드라마          | 김진우 설정환 이영은 차예련                                                                     | 왼손잡이 아내 꽃길만 걸어요 여름아 부탁해 우아한 모녀                                                     |
| 우수상              | 장편드라마          | 기태영 오민석 김소연 설인아                                                                     | 세상에서 제일 예쁜 내 딸 사랑은 뷰티풀 인생은 원더풀 세상에서 제일 예쁜 내 딸 사랑은 뷰티풀 인생은 원더풀 |
| 우수상              | 중편드라마          | 김지석 최시원 이정은 이시영                                                                     | 동백꽃 필 무렵 국민 여러분! 동백꽃 필 무렵 왜그래 풍상씨                                                  |
| 우수상              | 미니시리즈          | 장동윤 최원영 김소현 나나                                                                       | 조선로코-녹두전 닥터 프리즈너 조선로코-녹두전 저스티스                                                    |
| 작가상              | 작가상              | 임상춘                                                                                          | 동백꽃 필 무렵                                                                                            |
| K-드라마 한류스타상 | K-드라마 한류스타상 | 김명수 김세정                                                                                   | 단, 하나의 사랑 너의 노래를 들려줘                                                                        |
| 베스트 커플상       | 베스트 커플상       | 장동윤 & 김소현 유준상 & 신동미 강하늘 & 공효진 오정세 & 염혜란 김명수 & 신혜선 장현성 & 김정난 | 조선로코-녹두전 왜그래 풍상씨 동백꽃 필 무렵 단, 하나의 사랑 닥터 프리즈너                                |
| 신인상              | 신인상              | 강태오 김명수 김재영 권나라 손담비                                                              | 조선로코-녹두전 단, 하나의 사랑 사랑은 뷰티풀 인생은 원더풀 닥터 프리즈너 동백꽃 필 무렵                  |
| 네티즌상            | 네티즌상            | 강하늘                                                                                          | 동백꽃 필 무렵                                                                                            |
| 조연상              | 중편드라마          | 오정세 신동미 염혜란                                                                            | 동백꽃 필 무렵 왜그래 풍상씨 동백꽃 필 무렵                                                               |
| 조연상              | 미니시리즈          | 김병철 정웅인 김정난 하재숙                                                                     | 닥터 프리즈너 99억의 여자 닥터 프리즈너 퍼퓸                                                              |
| 연작 · 단막극상     | 연작 · 단막극상     | 정동환 이도현 이주영 조수민                                                                     | KBS 드라마 스페셜 - 그렇게 살다 KBS 드라마 스페셜 - 스카우팅 리포트 KBS 드라마 스페셜 - 집우집주 생일편지 |
| 청소년 연기상       | 청소년 연기상       | 김강훈 박다연 주예림                                                                            | 동백꽃 필 무렵 조선로코-녹두전 세상에서 제일 예쁜 내 딸                                                   |

### 2020년대
| 부문            | 부문            | 수상자 | 출연작 |
| --------------- | --------------- | --- | --- |
| 최우수상        | 최우수상        | 박인환 정보석 이민정 | 기막힌 유산 오! 삼광빌라! 한 번 다녀왔습니다                                                                  |
| 우수상          | 일일드라마      | 강은탁 김유석 박하나 이채영                                                                                                 | 비밀의 남자 누가 뭐래도 위험한 약속 비밀의 남자                                                               |
| 우수상          | 장편드라마      | 이상엽 이장우 이정은 진기주                                                                                                 | 한 번 다녀왔습니다 오! 삼광빌라! 한 번 다녀왔습니다 오! 삼광빌라!                                             |
| 우수상          | 미니시리즈      | 박성훈 이재욱 나나 조여정                                                                                                   | 출사표 도도솔솔라라솔 출사표 바람피면 죽는다                                                                  |
| 작가상          | 작가상          | 양희승 | 한 번 다녀왔습니다                                                                                            |
| 특별공로상      | 특별공로상      | 故 송재호 | - |
| 베스트 커플상   | 베스트 커플상   | 이장우 & 진기주 정보석 & 이장우 박성훈 & 나나 고준 & 조여정 박해진 & 조보아 이상이 & 이초희 천호진 & 이정은 이상엽 & 이민정 | 오! 삼광빌라! 출사표 바람피면 죽는다 포레스트 한 번 다녀왔습니다                                              |
| 신인상          | 신인상          | 서지훈 이상이 보나 신예은 이초희                                                                                            | 그놈이 그놈이다 & 어서와 한 번 다녀왔습니다 오! 삼광빌라! 어서와 한 번 다녀왔습니다                           |
| 인기상          | 인기상          | 김영대 이상엽 조보아 | 바람피면 죽는다 한 번 다녀왔습니다 포레스트                                                                   |
| 조연상          | 미니시리즈      | 안길강 예지원 | 출사표 & 한 번 다녀왔습니다 도도솔솔라라솔                                                                    |
| 조연상          | 장편드라마      | 오대환 김선영 오윤아 | 한 번 다녀왔습니다 오! 삼광빌라! 한 번 다녀왔습니다                                                           |
| 연작 · 단막극상 | 연작 · 단막극상 | 이신영 이한위 손숙 이유영                                                                                                   | 계약우정 KBS 드라마 스페셜 - 그곳에 두고 온 라일락 KBS 드라마 스페셜 - 나들이 KBS 드라마 스페셜 - 연애의 흔적 |
| 청소년 연기상   | 청소년 연기상   | 문우진 이가연 | 한 번 다녀왔습니다                                                                                            |

| 부문                      | 부문                      | 수상자 | 출연작                                                                       |
| ------------------------- | ------------------------- | --- | ---------------------------------------------------------------------------- |
| 최우수상                  | 최우수상                  | 차태현 이도현 김소현 박은빈                                                                                 | 경찰수업 오월의 청춘 달이 뜨는 강 연모                                       |
| 우수상                    | 일일드라마                | 류진 소이현 한다감                                                                                          | 속아도 꿈결 빨강구두 국가대표 와이프                                         |
| 우수상                    | 장편드라마                | 윤주상 박하나 홍은희                                                                                        | 오케이 광자매 신사와 아가씨 오케이 광자매                                    |
| 우수상                    | 미니시리즈                | 김민재 정용화 고민시 권나라                                                                                 | 달리와 감자탕 대박부동산 오월의 청춘 암행어사: 조선비밀수사단                |
| 작가상                    | 작가상                    | 김사경 | 신사와 아가씨                                                                |
| 베스트 커플상             | 베스트 커플상             | 나인우 & 김소현 김요한 & 조이현 김민재 & 박규영 로운 & 박은빈 이도현 & 고민시 지현우 & 이세희 차태현 & 진영 | 달이 뜨는 강 학교 2021 달리와 감자탕 연모 오월의 청춘 신사와 아가씨 경찰수업 |
| 신인상                    | 신인상                    | 김요한 나인우 로운 이세희 박규영 정수정                                                                     | 학교 2021 달이 뜨는 강 연모 신사와 아가씨 달리와 감자탕 경찰수업             |
| 인기상                    | 인기상                    | 로운 진영 김소현 박은빈                                                                                     | 연모 경찰수업 달이 뜨는 강 연모                                              |
| 조연상                    | 조연상                    | 이이경 최대철 금새록 함은정                                                                                 | 암행어사: 조선비밀수사단 오케이 광자매 오월의 청춘 속아도 꿈결               |
| 드라마 스페셜 TV 시네마상 | 드라마 스페셜 TV 시네마상 | 박성훈 김새론 전소민                                                                                        | KBS 드라마 스페셜 - 희수 KBS 드라마 스페셜 - 그녀들 KBS 드라마 스페셜 - 희수 |
| 청소년 연기상             | 청소년 연기상             | 서우진 조이현 최명빈 이레                                                                                   | 신사와 아가씨 오월의 청춘 연모 & 신사와 아가씨 안녕? 나야!                   |

| 부문                      | 부문                      | 수상자 | 출연작 |
| ------------------------- | ------------------------- | --- | --- |
| 최우수상                  | 최우수상                  | 강하늘 도경수 박진희 하지원                                                                                                 | 커튼콜 진검승부 태종 이방원 커튼콜                                                                             |
| 우수상                    | 일일드라마                | 백성현 양병열 박하나 차예련                                                                                                 | 내 눈에 콩깍지 으라차차 내 인생 태풍의 신부 황금 가면                                                          |
| 우수상                    | 장편드라마                | 윤시윤 임주환 이하나 박지영                                                                                                 | 현재는 아름다워 삼남매가 용감하게 현재는 아름다워                                                              |
| 우수상                    | 미니시리즈                | 이준 강한나 이혜리 | 붉은 단심 꽃 피면 달 생각하고                                                                                  |
| 베스트 커플상             | 베스트 커플상             | 강하늘 & 하지원 김승수 & 김소은 나인우 & 서현 도경수 & 이세희 서인국 & 오연서 윤시윤 & 배다빈 이승기 & 이세영 이준 & 강한나 | 커튼콜 삼남매가 용감하게 징크스의 연인 진검승부 미남당 현재는 아름다워 법대로 사랑하라 붉은 단심               |
| 신인상                    | 신인상                    | 변우석 이유진 채종협 강미나 서현 정지소                                                                                     | 꽃 피면 달 생각하고 삼남매가 용감하게 너에게 가는 속도 493KM 꽃 피면 달 생각하고 & 미남당 징크스의 연인 커튼콜 |
| 인기상                    | 인기상                    | 강하늘 도경수 이세희 정수정                                                                                                 | 커튼콜 진검승부 크레이지 러브                                                                                  |
| 조연상                    | 조연상                    | 성동일 허성태 박지연 예지원                                                                                                 | 당신이 소원을 말하면 & 커튼콜 붉은 단심 태종 이방원                                                            |
| 드라마 스페셜 TV 시네마상 | 드라마 스페셜 TV 시네마상 | 차학연 신은수 | KBS 드라마 스페셜 - 얼룩 KBS 드라마 스페셜 - 열아홉 해달들                                                     |
| 청소년 연기상             | 청소년 연기상             | 정민준 윤채나 | 황금 가면 사랑의 꽈배기 & 내 눈에 콩깍지                                                                       |

| 부문                      | 부문                      | 수상자                                                                    | 출연작                                                                                |
| ------------------------- | ------------------------- | ------------------------------------------------------------------------- | ------------------------------------------------------------------------------------- |
| 최우수상                  | 최우수상                  | 김동준 로운 유이                                                          | 고려 거란 전쟁 혼례대첩 효심이네 각자도생                                             |
| 우수상                    | 일일드라마                | 서준영 이시강 남상지 최윤영                                               | 금이야 옥이야 우아한 제국 우당탕탕 패밀리 비밀의 여자                                 |
| 우수상                    | 장편드라마                | 지승현 하준 백진희                                                        | 고려 거란 전쟁 효심이네 각자도생 진짜가 나타났다!                                     |
| 우수상                    | 미니시리즈                | 장동윤 설인아 조이현                                                      | 오아시스 혼례대첩                                                                     |
| 작가상                    | 작가상                    | 이정우                                                                    | 고려 거란 전쟁                                                                        |
| 베스트 커플상             | 베스트 커플상             | 장동윤 & 설인아 안재현 & 백진희 하준 & 유이 로운 & 조이현 최수종 & 김동준 | 오아시스 진짜가 나타났다! 효심이네 각자도생 혼례대첩 고려 거란 전쟁                   |
| 신인상                    | 신인상                    | 이원정 추영우 서지혜                                                      | 어쩌다 마주친, 그대 오아시스 어쩌다 마주친, 그대                                      |
| 인기상                    | 인기상                    | 로운 안재현 이상엽 지승현 설인아 유이 조이현                              | 혼례대첩 진짜가 나타났다! 순정복서 고려 거란 전쟁 오아시스 효심이네 각자도생 혼례대첩 |
| 조연상                    | 조연상                    | 김명수 이원종 조한철 강경헌                                               | 오아시스 고려 거란 전쟁 혼례대첩 오아시스 & KBS 드라마 스페셜 - 그림자 고백           |
| 드라마 스페셜 TV 시네마상 | 드라마 스페셜 TV 시네마상 | 이재원 채원빈 홍승희                                                      | KBS 드라마 스페셜 - 극야 KBS 드라마 스페셜 - 고백공격 KBS 드라마 스페셜 - 그림자 고백 |
| 청소년 연기상             | 청소년 연기상             | 문우진 김시은                                                             | KBS 드라마 스페셜 - 폭염주의보 금이야 옥이야                                          |

| 부문            | 부문            | 수상자                                                                                        | 출연작                                                                  |
| --------------- | --------------- | --------------------------------------------------------------------------------------------- | ----------------------------------------------------------------------- |
| 최우수상        | 최우수상        | 김정현 지현우 박지영 임수향                                                                   | 다리미 패밀리 미녀와 순정남 다리미 패밀리 미녀와 순정남                 |
| 우수상          | 일일드라마      | 백성현 오창석 함은정 박하나                                                                   | 수지맞은 우리 피도 눈물도 없이 수지맞은 우리 결혼하자 맹꽁아!           |
| 우수상          | 장편드라마      | 신현준 금새록                                                                                 | 다리미 패밀리                                                           |
| 우수상          | 미니시리즈      | 박지훈 연우 한지현                                                                            | 환상연가 개소리 페이스 미                                               |
| 작가상          | 작가상          | 서숙향                                                                                        | 다리미 패밀리                                                           |
| 베스트 커플상   | 베스트 커플상   | 지현우 & 임수향 김정현 & 금새록 백성현 & 함은정 박지영 & 신현준 & 김혜은 이순재 & 연우 & 아리 | 미녀와 순정남 다리미 패밀리 수지맞은 우리 다리미 패밀리 개소리          |
| 신인상          | 신인상          | 서범준 박상남 홍예지 한수아                                                                   | 멱살 한번 잡힙시다 결혼하자 맹꽁아! 환상연가 미녀와 순정남              |
| 인기상          | 인기상          | 김명수 금새록                                                                                 | 함부로 대해줘 다리미 패밀리                                             |
| 조연상          | 조연상          | 최태준 김용건 윤유선                                                                          | 다리미 패밀리 개소리 미녀와 순정남                                      |
| 드라마 스페셜상 | 드라마 스페셜상 | 남다름 오예주                                                                                 | KBS 드라마 스페셜 - 사관은 논한다 KBS 드라마 스페셜 - 발바닥이 뜨거워서 |
| 청소년 연기상   | 청소년 연기상   | 문성현 이설아                                                                                 | 미녀와 순정남                                                           |

## 진행자
| 회차 | 연도 | MC                                                        |
| ---- | ---- | --------------------------------------------------------- |
| 1    | 1987 | 허참, 길은정                                              |
| 2    | 1988 | 임동진, 채시라 (1부) 김동건, 구영희 (2부)                 |
| 3    | 1989 | 김동건, 구영희                                            |
| 4    | 1990 | 김동건, 구영희                                            |
| 5    | 1991 | 임성훈, 김현주                                            |
| 6    | 1992 | 송승환, 김성령                                            |
| 7    | 1993 | 한진희, 김성령                                            |
| 8    | 1994 | 이상벽, 전혜진                                            |
| 9    | 1995 | 이상벽, 전혜진                                            |
| 10   | 1996 | 김동건, 이금희                                            |
| 11   | 1997 | 이상벽, 이금희                                            |
| 12   | 1998 | 김병찬, 김희선                                            |
| 13   | 1999 | 최수종, 이금희                                            |
| 14   | 2000 | 최수종, 김혜리, 염정아, 설수진                            |
| 15   | 2001 | 송승환, 이승연                                            |
| 16   | 2002 | 손범수, 이태란, 김미화                                    |
| 17   | 2003 | 최수종, 이혁재, 한고은, 공효진                            |
| 18   | 2004 | 손범수, 탁재훈, 박선영                                    |
| 19   | 2005 | 최수종, 탁재훈, 김아중                                    |
| 20   | 2006 | 류시원, 탁재훈, 최정원                                    |
| 21   | 2007 | 탁재훈, 이다해                                            |
| 22   | 2008 | 이덕화, 최정원, 김경란                                    |
| 23   | 2009 | 탁재훈, 김소연, 이다해                                    |
| 24   | 2010 | 최수종, 송중기, 이다해                                    |
| 25   | 2011 | 전현무, 한혜진, 주원                                      |
| 26   | 2012 | 유준상, 윤여정, 이종석                                    |
| 27   | 2013 | 신현준, 이미숙, 주상욱, 윤아                              |
| 28   | 2014 | 김상경, 박민영, 서인국                                    |
| 29   | 2015 | 전현무, 김소현, 박보검                                    |
| 30   | 2016 | 전현무, 김지원, 박보검                                    |
| 31   | 2017 | 남궁민, 이유리, 박수홍                                    |
| 32   | 2018 | 전현무, 유이                                              |
| 33   | 2019 | 전현무, 신혜선                                            |
| 34   | 2020 | 김강훈, 조보아, 도경완 (1부) 이상엽, 조보아, 도경완 (2부) |
| 35   | 2021 | 이도현, 김소현, 성시경                                    |
| 36   | 2022 | 전현무, 혜리, 정용화                                      |
| 37   | 2023 | 장성규, 설인아, 로운                                      |
| 38   | 2024 | 장성규, 서현, 문상민                                      |

## 방송 채널
| 연도                            | 방송 채널 |
| ------------------------------- | --------- |
| 1987년, 1988년, 1990년 ~ 1993년 | KBS 1TV   |
| 1989년, 1994년 ~ 현재           | KBS 2TV   |

## 뒷이야기 및 논란
- 배우 고두심은 1989년, 2004년, 2015년 (KBS), 1990년, 2004년 (MBC), 2000년 (SBS)에서 각각 연기대상을 수상하여 연기대상 최초 그랜드슬램 수상자로 기록되어 있다.
- 유동근은 1997년, 2002년, 2014년, 2018년 수상, 최수종은 1998년, 2001년, 2007년, 2023년 수상, 고두심은 1989년, 2004년, 2015년 수상으로 KBS 연기대상 최다 수상자로 기록되어 있다.
- 최수종ᆞ하희라 (1998년)는 역대 최초의 연기대상 수상자 부부로 기록되어 있다. 그 뒤 유동근ᆞ전인화 (2001년), 지성ᆞ이보영 (2015년) 도 연기대상 수상자 부부에 이름을 올렸다.
- 2006년 연기대상에서 배우 하지원이 대상을 받았으나, 《투명인간 최장수》에서 연기력을 호평받았던 배우 유오성이 후보에 제외되었던 것과[10][11][12] 시청률 40%대를 기록했던 《소문난 칠공주》와 준수한 시청률을 기록했던 《굿바이 솔로》에서 연기력을 호평을 받았던 나문희는 무관에 그쳐 이에 대한 논란이 있었다.[13]
- 2013년 연기대상은 유난히 많은 아이돌 출신의 배우들이 쟁쟁한 신인 배우들을 제치고 우수 연기상을 비롯한 여러 상들을 꿰찼다며 네티즌들 사이에서 큰 논란이 있었다. 당시 직장의 신, 총리와 나 등과 같은 드라마에서는 신인 배우들이 대거 캐스팅되어 매스컴으로부터 신인 배우들의 연기력이 많은 주목을 받았는데, 오히려 큰 주목을 받지않던 아이돌들이 유력한 수상자로까지 주목받던 신인배우들을 제치고 수상하면서 생긴 것이었다.
- 2016년 연기대상은 30주년 특집을 맞이해 KBS 공개홀 중 가장 객석 규모가 큰 여의도 KBS홀에서 열렸다. 2016년 전체 KBS 드라마 가운데 14개에서 출연한 배우 36명이 트로피를 가져갔는데, 이 가운데 송중기, 송혜교, 박보검, 김지원이 3관왕을 차지하였고 당해 연말 시상식 시청률 중 가장 높은 수치를 기록했다.[14]
- 2019년 연기대상은 2014년 시상식 이후 5년 만에 단독 대상 수상자가 결정되었지만 대상 수상이 유력했던 김해숙과 남궁민이 무관에 그치며 논란이 발생하였으며[15] 당시 중소벤처기업부 장관이 일부 부문의 시상자로 등장하면서 방송사 직원들 간 논란이 발생했다.[16]
- 2020년 연기대상은 코로나19 범유행으로 인해 연기자들이 각자 대기공간에서 대기한 후 수상자 호명 시 올라와서 트로피와 꽃다발을 가져가는 형태로 진행됐는데, 비대면으로 트로피와 꽃다발을 전달하기 위해 로봇을 이용했으며, 기존 관객석에는 배우들 대신 사전 모집된 온라인 관객들이 언택트로 시상식을 지켜보는 모습도 보여졌다. 대상을 천호진이 받게 되면서 지난 2017년 공동 대상 수상 이후 3년 만에 단독으로 다시 대상을 수상하는 기록을 쓰게 됐다.[17]
- 2021년 연기대상은 코로나19 범유행 상황임에도 불구하고 예년처럼 객석의 배우들 및 시상자들 모두가 노마스크 상태로 시상식에 임하면서 논란을 불러 일으켰다. 같은 시간대 진행됐던 SBS 연기대상에서는 배우들이 각자 대기공간에서 대기한 후 수상자 호명 시 올라와서 트로피를 가져가는 형태로 진행되었는데 이와 다른 행보를 보인 것이다. 대상 역시 많은 드라마 팬들과 언론에서 언급이 되지 않았던 지현우가 수상하게 되면서 본인도 놀라는 표정을 지었고, 일부 시청자들은 이에 대해 납득할 수 없다는 반응을 보이기도 했다.[18][19]
- 2022년 연기대상은 2018년 이후 4년 만에 공동 대상 수상자가 결정됐다. 공동 대상 수상자로 결정된 주상욱과 이승기 모두 데뷔 이후 첫 연기대상을 수상하게 됐으며, 이승기는 역대 두번째로 연예대상과 연기대상을 모두 수상하는 기록을 쓰게 됐다.[20]
- 2024년 연기대상은 시상식을 이틀 앞두고 발생한 제주항공 2216편 사고의 여파로 인해 생방송이 아닌 녹화방송으로 대체됐으며,[21] 녹화본은 2025년 1월 11일에 방송됐다.[22]

## 참고 사항
- 1차 1995년부터 1998년까지, 2차 2000년부터 2023년까지 12월 31일 밤 12시를 앞두고 새해 카운트다운이 함께 진행됐다.[23]

## 연기대상 경쟁 프로그램
- MBC 연기대상
- SBS 연기대상